# 5 stycznia
5 stycznia jest 5. dniem w kalendarzu gregoriańskim. Do końca roku pozostało 360 (w latach przestępnych 361) dni.

## Święta
- Imieniny obchodzą: Amata, Amelia, Edward, Edwarda, Emiliana, Eufrazjusz, Jan Nepomucen, Marcelina, Piotr, Roger, Symeon, Szymon i Włościbor.
- Hiszpania, Meksyk – Orszak Trzech Króli
- wspomnienia i święta w Kościele katolickim[1][2] obchodzą:
  - bł. Dydak Józef z Kadyksu (prezbiter)
  - św. Edward Wyznawca (król)
  - św. Emiliana (dziewica)
  - św. Eufrazjusz z Cuevas (biskup i męczennik)
  - św. Genowefa Torres Morales (zakonnica)
  - św. Jan Nepomucen Neumann (biskup)
  - św. Karol od św. Andrzeja (prezbiter)
  - bł. Marcelina Darowska (zakonnica)
  - bł. Maria Repetto (zakonnica)
  - bł. Piotr Bonilli (prezbiter)
  - św. Synkletyka (amma)
  - św. Symeon (Szymon) Słupnik Starszy (Stylita)
  - św. Teopempt, św. Teonas i św. Synkletyka, męczennicy w Kościele neounickim[3]

## Wydarzenia w Polsce
- 1173 – Rozbicie dzielnicowe: po śmierci księcia mazowieckiego, sandomierskiego i krakowskiego oraz księcia zwierzchniego Polski Bolesława IV Kędzierzawego nowym księciem zwierzchnim został książę wielkopolski Mieszko III Stary.
- 1393 – Hospodar mołdawski Roman I złożył hołd lenny Jadwidze Andegaweńskiej i Władysławowi II Jagielle.
- 1401 – Papież Bonifacy IX zatwierdził fundację klasztoru karmelitów w Bydgoszczy.
- 1580 – Król Stefan Batory zunifikował systemy monetarne Korony i Wielkiego Księstwa Litewskiego.
- 1866 – Władze rosyjskie wprowadziły obowiązek nauki języka rosyjskiego we wszystkich gimnazjach Królestwa Polskiego.
- 1900 – Uruchomiono wodociągi miejskie w Grudziądzu.
- 1917 – Premiera filmu niemego Bestia w reżyserii Aleksandra Hertza.
- 1919 – W nocy z 4 na 5 stycznia środowiska prawicowe przeprowadziły nieudaną próbę obalenia rządu Jędrzeja Moraczewskiego.
- 1925 – Otwarto Polski Urząd Pocztowo-Telegraficzny nr 3, późniejszy Urząd Pocztowy nr 1 w Gdańsku, znany z obrony 1 września 1939 roku.
- 1936 – Oddano do użytku nowy gmach Radia Kraków.
- 1942 – Założono PPR.
- 1944 – W nocy z 5 na 6 stycznia 358 bombowców RAF dokonało nalotu na Szczecin.
- 1945 – Polska i ZSRR nawiązały pełne stosunki dyplomatyczne.
- 1946 – W Warszawie wyjechał na trasę pierwszy trolejbus.
- 1956 – W Warszawie odbyło się pierwsze zebranie Klubu Krzywego Koła.
- 1959 – Komitet Ekonomiczny Rady Ministrów podjął decyzję o budowie rafinerii w Płocku.
- 1963 – W więzieniu w Katowicach został stracony zamachowiec Stanisław Jaros.
- 1965 – Premiera pierwszego odcinka pierwszego polskiego serialu telewizyjnego Barbara i Jan w reżyserii Hieronima Przybyła i Jerzego Ziarnika.
- 1967 – Zawaliła się wieża świdnickiego ratusza.
- 1972 – Polska uznała niepodległość Bangladeszu.
- 1981 – Antoni Piechniczek został selekcjonerem piłkarskiej reprezentacji Polski.
- 1987 – Premiera filmu Nad Niemnem w reżyserii Zbigniewa Kuźmińskiego.
- 1997 – Odbył się 5. Finał Wielkiej Orkiestry Świątecznej Pomocy.
- 2001 – Premiera komedii filmowej Pieniądze to nie wszystko w reżyserii Juliusza Machulskiego.
- 2005 – Dotychczasowy minister spraw zagranicznych Włodzimierz Cimoszewicz został marszałkiem Sejmu, zastępując Józefa Oleksego, który podał się do dymisji po uznaniu go przez sąd za kłamcę lustracyjnego. Nowym ministrem spraw zagranicznych został Adam Daniel Rotfeld.
- 2007 – Stanisław Wielgus objął kanonicznie urząd metropolity warszawskiego.
- 2011:
  - Sejm RP przyjął ustawę Kodeks wyborczy.
  - Na antenie TVP1 wyemitowano 2000. odcinek serialu Klan.
- 2013 – W Warszawie odbyło się oficjalne pożegnanie tramwajów typu 13N, które służyły tam w latach 1959–2012.
- 2021 – Rozpoczęło regularne nadawanie Radio 357.

## Wydarzenia na świecie

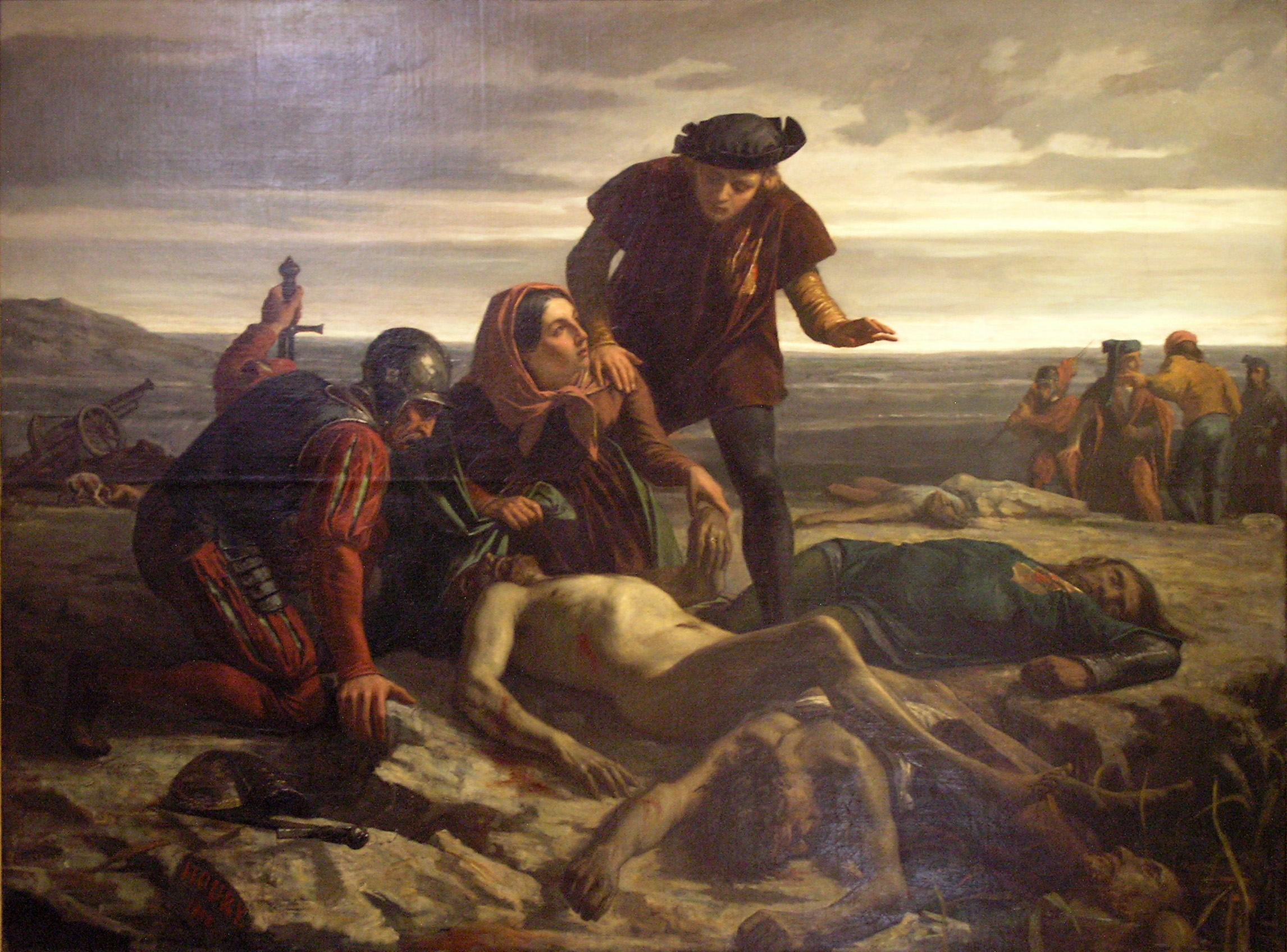
Zwłoki księcia Karola Zuchwałego odnalezione kilka dni po bitwie pod Nancy (1477)

- 269 – Feliks I został papieżem.
- 1066 – Harold II został królem Anglii.
- 1477 – Wojna szwajcarsko-lotaryńsko-burgundzka: zwycięstwo wojsk szwajcarsko-lotaryńskich w bitwie pod Nancy, w której poległ książę Burgundii Karol Śmiały, a jego następczynią została córka Maria I.
- 1531 – Ferdynand I Habsburg został królem Niemiec.
- 1554 – Pożar zniszczył Eindhoven w Holandii.
- 1555 – Ksiądz Gjon Buzuku zakończył prace nad tłumaczeniem łacińskiego mszału(inne języki) katolickiego Meshari – pierwszej książki wydanej w języku albańskim.
- 1665 – We Francji ukazało się pierwsze wydanie pierwszego europejskiego czasopisma naukowego zajmującego się literaturą „Journal des Savants”.
- 1668 – Metody III został ekumenicznym patriarchą Konstantynopola.
- 1675 – Wojna Francji z koalicją hiszpańsko-austriacko-lotaryńską: zwycięstwo wojsk francuskich w bitwie pod Turckheim.
- 1719 – W Wiedniu został zawarty przez pełnomocników antyrosyjski sojusz między cesarzem Karolem VI Habsburgiem, królem Wielkiej Brytanii i elektorem Hanoweru Jerzym I oraz księciem elektorem Saksonii i królem Polski Augustem II Mocnym, mający pozostawać w zawieszeniu aż do formalnego potwierdzenia przez Sejm, do czego nie doszło z powodu zrywania obrad.
- 1728 – Założono Uniwersytet w Hawanie.
- 1757 – Szaleniec Robert-François Damiens usiłował zasztyletować w Wersalu króla Francji Ludwika XV.
- 1762 – Po śmierci carycy Rosji Elżbiety Romanowej jej następcą został Piotr III Romanow, dzięki czemu ocalały Prusy, pobite przez Rosjan w wojnie siedmioletniej. Nowy car zawarł z Fryderykiem II Wielkim korzystny dla Prusaków pokój (tzw. cud domu brandenburskiego).
- 1769 – James Watt opatentował maszynę parową.
- 1809 – Imperium Osmańskie i Wielka Brytania zawarły traktat przewidujący, że okręty żadnego innego mocarstwa nie będą miały wstępu do cieśnin Dardanele i Bosfor.
- 1813 – Dania ogłosiła bankructwo.
- 1831 – Uchwalono konstytucję Elektoratu Hesji.
- 1855 – Gen. Ramón Castilla został po raz trzeci prezydentem Peru.
- 1856 – Ukazało się pierwsze wydanie francuskiego tygodnika satyrycznego „Journal amusant”.
- 1858 – Amerykański astronom Horace Parnell Tuttle odkrył kometę krótkookresową 8P/Tuttle.
- 1867 – Uruchomiono komunikację tramwajową w brazylijskim mieście Recife.
- 1875 – Zainaugurowała działalność Opéra Garnier w Paryżu.
- 1878:
  - Na Wyspach Owczych ukazało się pierwsze wydanie dziennika „Dimmalætting”.
  - X wojna rosyjsko-turecka: rozpoczęła się czwarta bitwa pod Szipką w której decydujące zwycięstwo wojska rosyjskie.
- 1895 – W Paryżu odbyła się publiczna degradacja kapitana pochodzenia żydowskiego Alfreda Dreyfusa, niesłusznie skazanego za zdradę państwa na dożywotnie pozbawienie wolności.
- 1898 – W Wiedniu odbyła się premiera operetki Bal w operze Richarda Heubergera.
- 1900 – Odbył się pierwszy kongres Ukraińskiej Partii Narodowo-Demokratycznej.
- 1909 – Kolumbia uznała niepodległość swej byłej prowincji Panamy.
- 1911:
  - Otwarto ogród zoologiczny w Rzymie.
  - Uchwalono konstytucję Monako.
- 1914 – W fabrykach Ford Motor Company wprowadzono 8-godzinny dzień pracy z płacą minimalną 5 dolarów dziennie.
- 1919:
  - Armia Czerwona zdobyła Mińsk; upadek Białoruskiej Republiki Ludowej.
  - W Berlinie wybuchło komunistyczne powstanie, trwające do 13 stycznia.
  - W Monachium Anton Drexler założył Niemiecką Partię Robotniczą (DAP), przemianowaną później na NSDAP.
- 1920 – Charles King został prezydentem Liberii.
- 1923 – W meksykańskiej Guadalajarze założono klub piłkarski CD Oro.
- 1925 – Nellie Tayloe Ross objęła funkcję gubernator Wyoming, stając się pierwszą kobietą na stanowisku gubernatora stanowego.
- 1929 – Podjęto decyzję o przyspieszeniu kolektywizacji w ZSRR.
- 1933 – Rozpoczęto budowę Mostu Golden Gate w San Francisco.
- 1937 – Chajr ad-Din al-Ahdab został premierem Libanu pod mandatem francuskim.
- 1938 – Emma z Gurk została kanonizowana przez papieża Piusa XI.
- 1939 – W swej alpejskiej rezydencji w Berchtesgaden Adolf Hitler przyjął ministra spraw zagranicznych Józefa Becka.
- 1941 – II wojna światowa w Afryce: wojska brytyjskie zdobyły okupowane przez Włochów miasto Bardija w Libii.
- 1946 – Nacjonalistyczny rząd chiński uznał niepodległość Mongolii.
- 1949:
  - Indonezyjska Rewolucja Narodowa: w mieście Rengat(inne języki) w prowincji Riau na Sumatrze holenderscy żołnierze dokonali masakry od 80 do 400 (wg strony holenderskiej) lub od 1500 do 2600 mieszkańców (wg strony indonezyjskiej).
  - W Moskwie rozpoczęła się konferencja na której powołano do istnienia RWPG.
- 1950 – 19 osób zginęło w katastrofie samolotu z hokeistami klubu WWS Moskwa pod Swierdłowskiem (Jekaterynburgiem).
- 1953 – W Paryżu odbyła się prapremiera sztuki Czekając na Godota Samuela Becketta.
- 1954 – Dokonano oblotu myśliwca MiG-19.
- 1957 – Została ogłoszona tzw. doktryna Eisenhowera dotycząca polityki USA wobec Bliskiego Wschodu.
- 1961:
  - Nigeria zerwała stosunki dyplomatyczne z Francją w proteście przeciwko francuskim próbom atomowym na Saharze algierskiej.
  - Włoski rzeźbiarz Alfredo Fioravanti(inne języki) zgłosił się do amerykańskiego konsulatu w Rzymie i ujawnił, że brał udział w oszustwie archeologicznym, będąc częścią zespołu, który wykuwał figury trzech etruskich wojowników z terakoty, zakupionych w 1933 roku przez Metropolitan Museum of Art w Nowym Jorku.
- 1964 – Papież Paweł VI spotkał się w Jerozolimie z głową kościoła wschodniego Atenagorasem I.
- 1966 – W rozegranym w Liverpoolu pierwszym w historii meczu piłkarskich reprezentacji Anglii i Polski padł remis 1:1
- 1968 – Alexander Dubček został wybrany na pierwszego sekretarza Komunistycznej Partii Czechosłowacji.
- 1969:
  - W katastrofie afgańskiego Boeinga 727 na lotnisku Gatwick w Londynie zginęły 52 osoby.
  - W kierunku Wenus została wystrzelona radziecka sonda Wenera 5.
- 1971 – Socjalistyczny rząd chilijski Salvadora Allende nawiązał stosunki dyplomatyczne z ChRL.
- 1972 – Prezydent USA Richard Nixon ogłosił rozpoczęcie programu załogowych lotów kosmicznych, przy użyciu wahadłowców.
- 1974:
  - Chiny i Japonia zawarły w Pekinie trzyletni układ handlowy.
  - W nowozelandzkiej stacji badawczej Vanda na Antarktydzie odnotowano rekordowo wysoką temperaturę (+15,0 °C).
- 1975 – 12 osób zginęło w wyniku uderzenia dowodzonego przez polskiego kapitana statku MV „Lake Illawarra” w Most Tasmana w Hobart na Tasmanii, co doprowadziło do jego częściowego zawalenia.
- 1976 – Kambodża została przemianowana przez Czerwonych Khmerów na Kampuczę.
- 1978 – Bülent Ecevit został po raz trzeci premierem Turcji.
- 1981 – Wojna iracko-irańska: rozpoczęła się pierwsza, nieudana kontrofensywa wojsk irańskich (operacja „Nasr”).
- 1984 – Richard Stallman uruchomił projekt GNU.
- 1985 – Zakończyła się ewakuacja etiopskich Żydów do Izraela (operacja „Mojżesz”).
- 1987:
  - Prezydent USA Ronald Reagan przeszedł operację usunięcia guza prostaty.
  - W Chile wygasł 90-dniowy okres stanu wyjątkowego, wprowadzonego po próbie zamachu na prezydenta Augusta Pinocheta.
- 1991 – Wojska gruzińskie wkroczyły do Cchinwali w celu likwidacji Południowoosetyjskiego Okręgu Autonomicznego – początek wojny w Osetii Południowej.
- 1992 – ChRL i Kirgistan nawiązały stosunki dyplomatyczne.
- 1993 – Na szkockich Szetlandach rozbił się tankowiec MV „Braer”(inne języki), co spowodowało wyciek 84 700 ton ropy naftowej.
- 1996 – Yehiya Ayyash(inne języki), członek Hamasu stojący za kilkoma zamachami terrorystycznymi w Izraelu, zginął w wyniku eksplozji bomby ukrytej przez izraelskie służby specjalne w jego telefonie komórkowym.
- 2000 – Włochy i Korea Północna nawiązały stosunki dyplomatyczne.
- 2003:
  - 22 osoby zginęły, a ponad 100 zostało rannych w dwóch samobójczych zamachach bombowych w Tel Awiwie.
  - Miał miejsce pierwszy od 1296 roku tranzyt Saturna i jego księżyca Tytana na tle Mgławicy Kraba. Dzięki promieniowaniu rentgenowskiemu emitowanemu przez znajdujący się w mgławicy pulsar zarejestrowano obraz i zmierzono grubość atmosfery Tytana.
  - Rolandas Paksas wygrał w drugiej turze wybory prezydenckie na Litwie.
- 2004 – Dotychczasowy holenderski minister spraw zagranicznych Jaap de Hoop Scheffer został sekretarzem generalnym NATO.
- 2005 – Odkryto planetę karłowatą Eris.
- 2006 – W samobójczych zamachach bombowych w Karbali i Ar-Ramadi w Iraku zginęło około 50 i 80 osób. W kilku innych atakach zginęło 11 żołnierzy amerykańskich.
- 2007:
  - Otwarto pierwszy odcinek superszybkiej kolei na Tajwanie.
  - Wojna w Somalii: rozpoczęła się bitwa o Ras Kamboni.
- 2008 – Ubiegający się o reelekcję Micheil Saakaszwili wygrał w pierwszej turze wybory prezydenckie w Gruzji.
- 2009 – W tzw. zielonej strefie w Bagdadzie otwarto największy na świecie budynek ambasady USA.
- 2011 – W marokańskim Marrakeszu otwarto stadion Stade de Marrakech.
- 2012 – Portia Simpson-Miller została po raz drugi premierem Jamajki.
- 2014 – Rządząca Liga Ludowa wygrała wybory parlamentarne w Bangladeszu.
- 2020 – W drugiej turze wyborów prezydenckich w Chorwacji Zoran Milanović pokonał ubiegającą się o reelekcję Kolindę Grabar-Kitarović.
- 2021 – W trakcie szczytu Rady Współpracy Zatoki Perskiej w saudyjskim mieście Al-Ula podpisano umowę pokojową kończącą katarski kryzys dyplomatyczny. Dzień wcześniej Arabia Saudyjska zakończyła trwającą od czerwca 2017 roku blokadę przestrzeni powietrznej oraz granic lądowych i morskich z Katarem.
- 2022 – W wyniku masowych protestów, wywołanych m.in. wzrostem cen gazu, do dymisji podał się premier Kazachstanu Askar Mamin, a jego następcą został Alichan Smaiłow.
- 2023 – W Watykanie odbył się pogrzeb emerytowanego papieża Benedykta XVI. Po mszy na placu św. Piotra jego ciało zostało złożone w grotach watykańskich[4].

## Urodzili się
- 1209 – Ryszard z Kornwalii, hrabia Poitiers i Kornwalii, antykról Niemiec (zm. 1272)
- 1530 – Kacper de Bono, hiszpański minimita, błogosławiony (zm. 1604)
- 1548 – Francisco Suárez, hiszpański jezuita, teolog, filozof (zm. 1617)
- 1585 – Carlo Emmanuele Pio, włoski kardynał (zm. 1641)
- 1587 – Xu Xiake, chiński geograf, podróżnik, odkrywca, pisarz (zm. 1641)
- 1592 – Szahdżahan I, władca Imperium Mogołów w Indiach (zm. 1666)
- 1596 – Henry Lawes, angielski kompozytor (zm. 1662)
- 1612 – Giovanni Stefano Danedi(inne języki), włoski malarz (zm. 1690)
- 1614 – Leopold Wilhelm Habsburg, austriacki duchowny katolicki, arcybiskup Magdeburga, wielki mistrz zakonu krzyżackiego, biskup wrocławski, namiestnik Niderlandów Habsburskich (zm. 1662)
- 1620 – Nikola Zrinski, chorwacki i węgierski magnat, poeta, wojskowy, polityk, ban Chorwacji (zm. 1664)
- 1639 – Otto Wilhelm von Königsmarck, niemiecki arystokrata, dyplomata w służbie szwedzkiej (zm. 1688)
- 1640 – Paolo Lorernzani(inne języki), włoski kompozytor (zm. 1713)
- 1645 – Philis de La Charce, francuska arystokratka, przywódczyni powstania ludowego w Delfinacie przeciwko najazdowi wojsk sabaudzkich (zm. 1703)
- 1668 – Johanna Helena Herolt, niemiecka malarka (zm. 1732?)
- 1679 – Pietro Filippo Scarlatti, włoski kompozytor, organista, dyrygent chóru (zm. 1750)
- 1701 – Carl Gustaf Löwenhielm, szwedzki prawnik, polityk (zm. 1768)
- 1703 – Paul d’Albert de Luynes, francuski duchowny katolicki, arcybiskup Sens, kardynał (zm. 1788)
- 1717 – Tomasz Ignacy Zienkowicz, polski duchowny katolicki, biskup pomocniczy wileński (zm. 1790)
- 1723 – Nichole-Reine Lepaute, francuska astronom, matematyk (zm. 1788)
- 1726 – Josef Starzer, austriacki kompozytor, skrzypek (zm. 1787)
- 1730 – Joseph-Aignan Sigaud de Lafond, francuski fizyk (zm. 1803)
- 1739 – Karl von Zinzendorf, austriacki hrabia, polityk (zm. 1813)
- 1744 – Gaspar Melchor de Jovellanos, hiszpański prawnik, ekonomista, botanik, pisarz, polityk (zm. 1811)
- 1745 – Karl von Nassau-Siegen, francuski pułkownik, podróżnik, admirał floty rosyjskiej pochodzenia niemieckiego (zm. 1808)
- 1754 – Kajetan Adam Miączyński, polski generał-major wojsk koronnych, generał-lejtnant wojsk rosyjskich, uczestnik konfederacji barskiej i targowickiej (zm. 1801)
- 1759 – Jacques Cathelineau, francuski przywódca powstania w Wandei (zm. 1793)
- 1762 – Constanze Mozart, niemiecka śpiewaczka operowa (sopran), żona Wolfganga Amadeusa (zm. 1842)
- 1767:
  - Anne-Louis Girodet de Roussy-Trioson, francuski malarz (zm. 1824)
  - Jean-Baptiste Say, francuski przedsiębiorca, ekonomista (zm. 1832)
- 1772 – Telesfor Kostanecki, polski oficer (zm. 1813)
- 1779:
  - Stephen Decatur, amerykański oficer marynarki (zm. 1820)
  - Zebulon Pike, amerykański generał, podróżnik, odkrywca (zm. 1813)
- 1780 – Camille Alphonse Trézel, francuski generał, polityk (zm. 1860)
- 1782 – Robert Morrison, brytyjski ewangelista i misjonarz protestancki (zm. 1834)
- 1786 – Thomas Nuttall, brytyjski botanik, zoolog (zm. 1859)
- 1789 – Feliks Radwański, polski architekt, malarz (zm. 1861)
- 1797 – Eduard Vogel von Falckenstein, niemiecki generał (zm. 1885)
- 1805 – Adam Rzewuski, polski hrabia, generał kawalerii w służbie rosyjskiej (zm. 1888)
- 1808 – Mohammad Szah Kadżar, szach Persji, marszałek polny (zm. 1848)
- 1813 – Carlo Cristofori, włoski kardynał (zm. 1891)
- 1814 – Melchor Ocampo, meksykański uczony, polityk (zm. 1861)
- 1818:
  - Ernest Malinowski, polski inżynier, budowniczy kolei (zm. 1899)
  - Ferdinand Roemer, niemiecki geolog, paleontolog (zm. 1891)
- 1822 – Joseph Kershaw, amerykański generał konfederacki (zm. 1894)
- 1826 – Alfred Vulpian, francuski neurolog (zm. 1887)
- 1832 – Stanisław Stablewski, polski polityk (zm. 1904)
- 1834 – William John Wills, amerykański podróżnik, badacz Australii (zm. 1861)
- 1836 – Otto Menzel, niemiecki dyrektor górniczy i hutniczy, oficer pionierski (zm. 1899)[5]
- 1838 – Camille Jordan, francuski matematyk (zm. 1922)
- 1841 – Henryk Dobrzycki, polski lekarz, filantrop, muzykolog, kompozytor (zm. 1914)
- 1846:
  - Maria Baouardy, palestyńska zakonnica, święta katolicka (zm. 1878)
  - Rudolf Eucken, niemiecki pisarz, filozof, laureat Nagrody Nobla (zm. 1926)
- 1847 – Yasukata Oku, japoński hrabia, marszałek polny (zm. 1930)
- 1848 – Manuel González Prada, peruwiański eseista, poeta, polityk (zm. 1918)
- 1849 – Sam Steele, kanadyjski żołnierz, policjant (zm. 1919)
- 1855:
  - King Camp Gillette, amerykański wynalazca (zm. 1932)
  - Bolesław Londyński, polski prozaik, poeta, tłumacz (zm. 1928)
- 1857 – David Bispham, amerykański śpiewak operowy (baryton) (zm. 1921)
- 1858 – Adam Hrebnicki-Doktorowicz, polski botanik, wykładowca akademicki (zm. 1941)
- 1859 – Jan Świętek, polski folklorysta i etnograf amator (zm. 1926)
- 1862 – Maria Szembekowa, polska działaczka społeczna, pisarka (zm. 1937)
- 1863 – Antoni Chełmiński, polski numizmatyk (zm. 1905)
- 1865 – Bodo Ebhardt, niemiecki architekt (zm. 1945)
- 1867 – Stanisław Puchalski, polski dowódca wojskowy, marszałek polny porucznik Armii Austro-Węgier, komendant Legionów Polskich, generał dywizji WP (zm. 1931)
- 1870:
  - John Carlsson, szwedzki żeglarz sportowy (zm. 1935)
  - Friederike Henriette Kraze, niemiecka pedagog, pisarka (zm. 1936)
  - Kazimierz Rzętkowski, polski internista, wykładowca akademicki (zm. 1924)
- 1871:
  - Arthur Bernède, francuski prozaik, dramaturg (zm. 1937)
  - Frederick Converse, amerykański kompozytor, pedagog (zm. 1940)
  - Gino Fano, włoski matematyk, wykładowca akademicki pochodzenia żydowskiego (zm. 1952)
  - Marian Trzebiński, polski malarz, rysownik (zm. 1942)
- 1872 – Adam Mrozowski, polski działacz społeczny i samorządowy, polityk, poseł na Sejm RP (zm. 1946)
- 1873:
  - Gustaw Kirschner, polski bankowiec, działacz społeczny (zm. 1939)
  - Laura Meozzi, włoska zakonnica, czcigodna Służebnica Boża (zm. 1951)
  - Jan Załuska, polski podpułkownik lekarz, polityk, poseł na Sejm Ustawodawczy (zm. 1941)
- 1874 – Joseph Erlanger, amerykański fizjolog, wykładowca akademicki, laureat Nagrody Nobla pochodzenia żydowskiego (zm. 1965)
- 1875:
  - James Stuart Blackton, brytyjsko-amerykański karykaturzysta, pionier filmu animowanego (zm. 1941)
  - Martin Grabmann, niemiecki duchowny i teolog katolicki, historyk ﬁlozoﬁi, mediewista, wykładowca akademicki (zm. 1949)
  - Stanisław Marszał, polski samorządowiec, burmistrz Radzymina (zm. 1962)
- 1876 – Konrad Adenauer, niemiecki polityk, kanclerz RFN (zm. 1967)
- 1879 – Hans Eppinger, austriacki lekarz (zm. 1946)
- 1881 – Pau Gargallo, kataloński rzeźbiarz (zm. 1934)
- 1882 – Edwin Barclay, liberyjski polityk, prezydent Liberii (zm. 1955)
- 1883 – Döme Sztójay, węgierski generał, dyplomata, polityk, kolaborant, zbrodniarz wojenny (zm. 1946)
- 1884 – Vilmos Huszár, węgierski malarz, projektant (zm. 1960)
- 1887 – Courtney Hodges, amerykański generał (zm. 1966)
- 1889 – Jan Szypowski, polski pułkownik, szef uzbrojenia AK, twórca podziemnego przemysłu zbrojeniowego, uczestnik powstania warszawskiego (zm. 1950)
- 1891 – Cora Madou, francuska piosenkarka (zm. 1971)
- 1892 – Agnes von Kurowsky, amerykańska pielęgniarka (zm. 1984)
- 1893:
  - Friedrich Blume, niemiecki muzykolog (zm. 1975)
  - Zoltán Böszörmény, węgierski dziennikarz, działacz narodowosocjalistyczny (zm. 1945)
  - Agata od NMP Patronki Cnót Hernández Amorós, hiszpańska karmelitanka miłosierdzia, męczennica, błogosławiona (zm. 1936)
  - Paramahansa Jogananda, indyjski jogin, swami (zm. 1952)
  - Michał Tokarzewski-Karaszewicz, polski generał dywizji, żołnierz Legionów i POW, komendant SZP (zm. 1964)
- 1895:
  - Józef Nowak, górnołużycki duchowny katolicki, prozaik, poeta (zm. 1978)
  - Albert Edward Sutherland(inne języki), amerykański aktor, reżyser filmowy (zm. 1973)
- 1897:
  - Dragutin Friedrich, chorwacki piłkarz, hokeista, tenisista, lekkoatleta (zm. 1980)
  - Kacper Garlewicz, polski działacz komunistyczny, oficer polityczny (zm. 1969)
  - Henryk Kowalówka, polski pułkownik piechoty (zm. 1944)
  - Amelia Peláez, kubańska malarka (zm. 1968)
  - Antoni Tworek, polski duchowny katolicki, Sługa Boży (zm. 1942)
- 1898:
  - Józef Engling, polski pallotyn, twórca Ruchu Szensztackiego, Sługa Boży (zm. 1918)
  - Eudoksja Koburg, księżniczka bułgarska (zm. 1985)
  - Harold Mitchell, brytyjski bokser (zm. 1983)
  - Zygmunt Netzer, polski kapitan, uczestnik powstania warszawskiego (zm. 1977)
- 1900 – Yves Tanguy, amerykański malarz pochodzenia francuskiego (zm. 1955)
- 1901:
  - Klaus Bonhoeffer, niemiecki prawnik, działacz opozycji antyhitlerowskiej (zm. 1945)
  - Kandyda od NMP Anielskiej Cayuso González, karmelitanka miłosierdzia, męczennica, błogosławiona (zm. 1936)
  - Adam Ciołkosz, polski publicysta, instruktor harcerski, polityk, poseł na Sejm RP, przywódca PPS (zm. 1978)
  - Andrzej Czudek, polski leśnik, przyrodnik, ekolog (zm. 1968)
- 1902:
  - Myrtle Cook, kanadyjska lekkoatletka, sprinterka (zm. 1985)
  - Wsiewołod Jakimiuk, polski inżynier i konstruktor lotniczy (zm. 1991)
  - Adolfo Zumelzú, argentyński piłkarz (zm. 1973)
- 1903:
  - Lucjan Dytrych, polski aktor, reżyser teatralny (zm. 1989)
  - Alfred Łodziński, polski aktor (zm. 1974)
- 1904:
  - Miguel Capuccini, urugwajski piłkarz, bramkarz (zm. 1980)
  - Jeane Dixon, amerykańska astrolog, parapsycholog (zm. 1997)
  - Władysław Ebert(inne języki), polski aktor (zm. 1984)
  - Mykoła Marczak, ukraiński i radziecki polityk (zm. 1938)
- 1905:
  - Zbigniew Kupiec, polski architekt (zm. 1990)
  - Channa Lamdan, izraelska polityk (zm. 1995)
  - Vladimir Pozner, francuski prozaik, poeta, dziennikarz pochodzenia rosyjsko-żydowskiego (zm. 1992)
  - Józefina Szelińska, polska polonistka, tłumaczka, bibliotekarka pochodzenia żydowskiego (zm. 1991)
- 1906 – Kathleen Kenyon, brytyjska archeolog (zm. 1978)
- 1907 – Anton Ingolič, słoweński prozaik, dramaturg, tłumacz (zm. 1992)
- 1908:
  - Anna Daszyńska, polska aktorka (zm. 1953)
  - Jirō Satō, japoński tenisista (zm. 1934)
- 1909:
  - Bolesław Górnicki, polski pediatra, historyk medycyny (zm. 1998)
  - Ileana Hohenzollern-Sigmaringen, księżniczka rumuńska, arcyksiężna austriacka (zm. 1991)
  - Stephen Cole Kleene, amerykański matematyk (zm. 1994)
  - Henryk Trammer, polski prawnik (zm. 1973)
- 1910:
  - Maria Byrdy, polska specjalistka medycyny sądowej (zm. 1997)
  - Jack Lovelock, nowozelandzki lekkoatleta, średniodystansowiec (zm. 1949)
- 1911:
  - Jean-Pierre Aumont(inne języki), francuski aktor (zm. 2001)
  - Friedl Däuber, niemiecki narciarz alpejski (zm. 1997)
  - Zygmunt Rysiewicz, polski językoznawca, indolog (zm. 1954)
- 1912 – Zygmunt Szadkowski, polski wojskowy, polityk emigracyjny (zm. 1995)
- 1913:
  - Gunnar Andreassen, norweski piłkarz, trener (zm. 2002)
  - Jack Haig, brytyjski aktor (zm. 1989)
  - Pierre Veuillot, francuski duchowny katolicki, arcybiskup Paryża, kardynał (zm. 1968)
  - Kemmons Wilson, amerykański przedsiębiorca (zm. 2003)
- 1914:
  - Germán Gómez, hiszpański piłkarz (zm. 2004)
  - Henryk Musiałowicz, polski malarz (zm. 2015)
  - George Reeves, amerykański aktor (zm. 1959)
  - Rudolf Schnackenburg, niemiecki duchowny katolicki, teolog (zm. 2002)
  - Nicolas de Staël, francuski malarz pochodzenia rosyjskiego (zm. 1955)
  - Tadeusz Trepkowski, polski grafik, plakacista (zm. 1954)
- 1915:
  - Arthur H. Robinson, amerykański geograf, kartograf (zm. 2004)
  - Zofia Wilczyńska, polska aktorka (zm. 2010)
- 1916:
  - Dobri Dżurow, bułgarski polityk (zm. 2002)
  - Wilhelm Szewczyk, polski prozaik, poeta, publicysta, krytyk literacki, tłumacz (zm. 1991)
- 1917:
  - Adolfo Consolini, włoski lekkoatleta, dyskobol (zm. 1969)
  - Edward Rinke, polski bokser, trener, działacz sportowy (zm. 1999)
  - Wieland Wagner, niemiecki reżyser i scenograf operowy (zm. 1966)
  - Jane Wyman, amerykańska aktorka (zm. 2007)
- 1919:
  - Severino Gazzelloni, włoski flecista (zm. 1992)
  - Zdzisław Larski, polski wirusolog, immunolog (zm. 2015)
  - Władysław Lisiecki, polski żołnierz ZWZ (zm. 1952)
- 1920:
  - Arturo Benedetti Michelangeli, włoski pianista (zm. 1995)
  - Maria Kobuszewska-Faryna, polska patomorfolog (zm. 2009)
  - Jerzy Sas Jaworski, polski major kawalerii (zm. 2008)
  - André Simon, francuski kierowca wyścigowy (zm. 2012)
  - Nanavira Thera, brytyjski mnich buddyjski (zm. 1965)
- 1921:
  - Friedrich Dürrenmatt, szwajcarski prozaik, dramaturg, eseista, teoretyk teatru (zm. 1990)
  - Jan, wielki książę Luksemburga (zm. 2019)
  - Szczepan Pieszczoch, polski ksiądz katolicki, patrolog (zm. 2004)
- 1922:
  - Knud Andersen, duński kolarz szosowy i torowy (zm. 1997)
  - Victor Miroslav Fic, czesko-kanadyjski politolog, orientalista, wykładowca akademicki (zm. 2005)
  - Gustaf Jansson, szwedzki lekkoatleta, długodystansowiec (zm. 2012)
  - Aleksiej Guszczin, rosyjski strzelec sportowy (zm. 1987)
  - Zbigniew Hellebrand, polski aktor (zm. 2004)
  - Edward Przybyłek, polski rolnik, polityk, poseł na Sejm PRL (zm. 1978)
- 1923:
  - Jan Brzoza, polski urzędnik, działacz społeczny i turystyczny, polityk, poseł na Sejm PRL (zm. 1980)
  - Jan Matocha, słowacki kajakarz, trener (zm. 2016)
  - Sam Phillips, amerykański producent muzyczny (zm. 2003)
  - Myrosław Symczycz, ukraiński działacz niepodległościowy i nacjonalistyczny, kapitan UPA (zm. 2023)
- 1924 – Ottar Dahl, norweski lekkoatleta, wykładowca akademicki (zm. 2011)
- 1925:
  - Peter Gardner, australijski lekkoatleta, płotkarz (zm. 1996)
  - Włodzimierz Kotarba, polski piosenkarz (zm. 1994)
  - Stefan Paszyc, polski chemik (zm. 2022)
  - Jean-Paul Roux, francuski historyk, mediewista, orientalista, turkolog, wykładowca akademicki (zm. 2009)
- 1926:
  - Veikko Karvonen, fiński lekkoatleta, maratończyk (zm. 2007)
  - Ghassan Tueni, libański dziennikarz, polityk, dyplomata (zm. 2012)
  - Giennadij Zabielin, rosyjski piłkarz, trener (zm. 1998)
- 1927:
  - Stanisław Ceberek, polski polityk, poseł na Sejm PRL, senator RP (zm. 2009)
  - Władysław Ślesicki, polski reżyser filmowy (zm. 2008)
- 1928:
  - Zulfikar Ali Bhutto, pakistański polityk, prezydent i premier Pakistanu (zm. 1979)
  - Ludwik Golec, polski reżyser filmów dokumentalnych, operator filmowy
  - Stefan Kozłowski, polski geolog, polityk (zm. 2007)
  - Walter Mondale, amerykański polityk, wiceprezydent USA (zm. 2021)
  - Qian Qichen, chiński polityk, dyplomata, minister spraw zagranicznych, wicepremier (zm. 2017)
  - Sultan ibn Abd al-Aziz Al Su’ud, saudyjski polityk, książę, następca tronu (zm. 2011)
- 1929:
  - Walter Brandmüller, niemiecki kardynał, historyk
  - Peter-Lukas Graf, szwajcarski flecista
  - Zofia Anna Starck, polska botanik, fizjolog roślin (zm. 2023)
- 1930:
  - Edward Givens, amerykański pilot wojskowy, astronauta (zm. 1967)
  - Jan Lebenstein, polski malarz, grafik (zm. 1999)
  - Jan Mayzel, polski aktor (zm. 2021)
- 1931:
  - Alvin Ailey, amerykański tancerz, choreograf (zm. 1989)
  - Edward G. Biester, amerykański polityk
  - Alfred Brendel, austriacki pianista, pedagog, prozaik, poeta (zm. 2025)
  - Walt Davis, amerykański lekkoatleta, skoczek wzwyż, koszykarz (zm. 2020)
  - Gérard Defois, francuski duchowny katolicki, arcybiskup Lille
  - Robert Duvall, amerykański aktor, reżyser, scenarzysta i producent filmowy
  - Henryk Kozieł, polski trener boksu (zm. 2022)
  - Janusz Kubik, polski reżyser, scenarzysta i operator filmowy (zm. 1999)
  - Władysław Pabisz, polski hokeista (zm. 2007)
  - Percy Schmeiser, kanadyjski rolnik, działacz społeczny (zm. 2020)
- 1932:
  - Umberto Eco, włoski pisarz, filozof, felietonista (zm. 2016)
  - Bill Foulkes, angielski piłkarz (zm. 2013)
  - Raisa Gorbaczowa, rosyjska socjolog, pierwsza dama (zm. 1999)
  - Frank Layden, amerykański trener koszykarski, komentator sportowy (zm. 2025)
  - Ryszard Sosnowski, polski fizyk (zm. 2023)
  - Maria Surowiak-Wolczyńska, polska tancerka baletowa (zm. 2013)
- 1933:
  - Tadeusz Balcerowski, polski polityk, poseł na Sejm RP (zm. 2020)
  - Tadeusz Kowalczyk, polski rolnik, polityk, poseł na Sejm RP (zm. 2022)
  - Tadeusz Mendel, polski ekonomista, przedsiębiorca (zm. 2019)
  - Barbara Wałkówna, polska aktorka (zm. 2018)
- 1934 – Eddy Pieters Graafland, holenderski piłkarz (zm. 2020)
- 1935:
  - Earl Battey, amerykański baseballista (zm. 2003)
  - Adela Dankowska, polska pilotka szybowcowa, polityk, poseł na Sejm RP
  - Wasił Metodiew, bułgarski piłkarz, trener (zm. 2019)
  - Zdzisław Olszewski, polski inżynier, urzędnik państwowy, wojewoda elbląski (zm. 2017)
- 1936:
  - Zdzisław Adamczyk, polski historyk literatury (zm. 2024)
  - Lucjan Gajda, polski polityk, działacz partyjny, prezydent Katowic, wicewojewoda katowicki
- 1937:
  - Andrzej Kozera, polski dziennikarz (zm. 2010)
  - Anni Laakmann, niemiecka szachistka
  - Dan Tichon, izraelski ekonomista, polityk, przewodniczący Knesetu (zm. 2024)
- 1938:
  - Andrzej Babiński, polski poeta (zm. 1984)
  - Jan Karol I Burbon, król Hiszpanii
  - Lindsay Crosby, amerykański piosenkarz, aktor (zm. 1989)
  - Terry Davis, brytyjski polityk, sekretarz generalny Rady Europy (zm. 2024)
  - Keith Greene, brytyjski kierowca wyścigowy (zm. 2021)
  - Piet Kruiver, holenderski piłkarz (zm. 1989)
  - Ngũgĩ wa Thiong’o, kenijski pisarz (zm. 2025)
  - Alaksandr Wajtowicz, białoruski fizyk, polityk
- 1939:
  - Cláudio Coutinho, brazylijski trener piłkarski (zm. 1981)
  - Piro Milkani, albański operator, scenarzysta i reżyser filmowy
  - Guillermo Lorenzo, argentyński piłkarz
  - Anna Parzymies, polska arabistka
  - Margaretha af Ugglas, szwedzka dziennikarka, polityk
  - Danuta Zachariasiewicz, polska pływaczka (zm. 2018)
- 1940:
  - Veikko Kankkonen, fiński skoczek narciarski
  - Vojislav Melić, jugosłowiański piłkarz
  - Pim de la Parra, surinamski reżyser filmowy (zm. 2024)
  - Dżumber Patiaszwili, gruziński polityk komunistyczny
  - Enrique Rocha, meksykański aktor (zm. 2021)
- 1941:
  - Federico Garcia Vigil, urugwajski dyrygent, kompozytor (zm. 2020)
  - Wiktor Lebiediew, rosyjski kompozytor (zm. 2021)
  - Chuck McKinley, amerykański tenisista (zm. 1986)
  - Hayao Miyazaki, japoński mangaka, reżyser filmów animowanych
- 1942:
  - Ozren Bonačić, jugosłowiański piłkarz wodny
  - Elżbieta Ficowska, polska pedagog, autorka książek dla dzieci, działaczka społeczna pochodzenia żydowskiego
  - Dżabir Mubarak al-Hamad as-Sabah, kuwejcki szejk, polityk, minister obrony, minister spraw wewnętrznych, premier Kuwejtu (zm. 2024)
  - Maurizio Pollini, włoski pianista, dyrygent (zm. 2024)
  - Dany Saval(inne języki), francuska aktorka
- 1943:
  - Krystyna Brandowska, polska projektantka wnętrz i mebli
  - Murtaz Churcilawa, gruziński piłkarz, trener
  - Elijjahu Gabbaj, izraelski polityk
  - Ernest Maragall, hiszpański i kataloński polityk
  - Paulo Henrique Oliveira, brazylijski piłkarz
  - Lechosław Rybarczyk, polski motorowodniak
  - Ramón Sampedro, hiszpański mechanik okrętowy (zm. 1998)
  - Carolyn Schuler, amerykańska pływaczka (zm. 2024)
  - Christine Wodetzky(inne języki), niemiecka aktorka (zm. 2004)
- 1944:
  - Eystein Eggen, norweski pisarz
  - Jerzy Kowalski, polski żużlowiec (zm. 1978)
  - Zygfryd Kuchta, polski piłkarz ręczny, trener
  - Carolyn McCarthy, amerykańska polityk (zm. 2025)
- 1945:
  - Teresa Jędrak, polska lekkoatletka, biegaczka średniodystansowa (zm. 2010)
  - Joseph Nacua, filipiński duchowny katolicki, biskup Ilagan (zm. 2022)
  - Wacław Orłowski, polski zapaśnik
  - Roger Spottiswoode, kanadyjski reżyser i scenarzysta filmowy
- 1946:
  - Stanisław Karbowski, polski muzyk, pedagog, samorządowiec, prezydent Starogardu Gdańskiego (zm. 2011)
  - Diane Keaton, amerykańska aktorka, producentka i reżyserka filmowa
  - Janusz Laskowski, polski piosenkarz, gitarzysta, kompozytor
  - Zbigniew Lech, polski polityk, rolnik, poseł na Sejm RP
  - Wojciech Mały, polski elektronik
  - Adnan Mansur, libański dyplomata, polityk
  - Giuseppe Materazzi, włoski piłkarz, trener
  - Jewgienij Popow, rosyjski pisarz
  - Jacek Różański, polski aktor, bard
  - Tomohito, japoński książę (zm. 2012)
  - Mario Zenari, włoski duchowny katolicki, arcybiskup, nuncjusz apostolski
- 1947:
  - Mike DeWine, amerykański polityk, senator
  - Royal Galipeau, kanadyjski polityk (zm. 2018)
  - Rita Kühne, niemiecka lekkoatletka, sprinterka
  - Rick Mount, amerykański koszykarz
  - Kathrine Switzer, amerykańska lekkoatletka, biegaczka długodystansowa, feministka
  - Andrzej Szczepański, polski działacz partyjny, polityk, senator RP (zm. 2020)
  - Joachim Vobbe, niemiecki duchowny starokatolicki, biskup, zwierzchnik Kościoła Starokatolickiego w Niemczech (zm. 2017)
- 1948:
  - Josef Dirnbeck, austriacki teolog katolicki, reżyser teatralny, pisarz
  - Longin Komołowski, polski polityk, minister pracy, poseł na Sejm RP, wicepremier (zm. 2016)
  - Ryszard Kruk, polski siatkarz, trener (zm. 2018)
  - Ted Lange, amerykański aktor
  - František Lobkowicz, czeski duchowny katolicki, biskup ostrawsko-opawski (zm. 2022)
- 1949:
  - Lutz Espig, niemiecki szachista
  - Virginia Ioan, rumuńska lekkoatletka, skoczkini wzwyż (zm. 2020)
  - Irini Lambraki, grecka prawnik, polityk
  - Anne-Marie Lizin, belgijska polityk (zm. 2015)
  - Ronald F. Maxwell, amerykański niezależny reżyser, scenarzysta i producent filmowy
  - Andrzej Mleczko, polski rysownik, scenograf, satyryk
  - Kazimierz Pańtak, polski radca prawny, polityk, poseł na Sejm RP
  - Saskia Sassen, amerykańska socjolog, ekonomistka pochodzenia holenderskiego
- 1950:
  - Ulrich Bächli, szwajcarski bobsleista
  - Halina Barucha, polska lekkoatletka, dyskobolka (zm. 2018)
  - Ludwig Mehlhorn, niemiecki polityk, opozycjonista z okresu NRD, obrońca praw człowieka (zm. 2011)
  - Chris Stein, amerykański gitarzysta, członek zespołu Blondie
  - Jan Wejchert, polski przedsiębiorca (zm. 2009)
  - Krzysztof Wielicki, polski wspinacz
- 1951:
  - Peter Byford, brytyjski wokalista, członek zespołu Saxon
  - Kazuko Sawamatsu, japońska tenisistka
  - Fausto Tardelli, włoski duchowny katolicki, biskup Pistoi
  - Henryk Wolski, polski żeglarz, podróżnik
- 1952:
  - Aleksander Dyl, polski operator filmowy
  - Uli Hoeneß, niemiecki piłkarz, działacz piłkarski
  - Michèle Jacot, francuska narciarka alpejska
- 1953:
  - Halina Iwaniec, polska koszykarka
  - Pamela Sue Martin, amerykańska aktorka, modelka
  - Krzysztof Pilarczyk, polski historyk religii, judaista, biblista, bibliolog (zm. 2023)
  - Jan Piotrowski, polski duchowny katolicki, biskup pomocniczy tarnowski, biskup kielecki
  - Dwight Muhammad Qawi, amerykański bokser (zm. 2025)
  - Mike Rann, australijski polityk
  - Wasilij Sołomin, rosyjski bokser
  - George Tenet, amerykański polityk, dyrektor CIA
  - Paul Wertico, amerykański perkusista jazzowy
  - Hiromi Yano, japońska siatkarka
- 1954:
  - Alicja Bienicewicz, polska aktorka (zm. 2012)
  - Alex English, amerykański koszykarz
  - László Krasznahorkai, węgierski pisarz, scenarzysta filmowy
  - Wojciech Kudlik, polski kajakarz
  - José Ornelas Carvalho, portugalski duchowny katolicki, biskup Setúbal
  - Elżbieta Ślesicka, polska tenisistka
  - Daria Trafankowska, polska aktorka, lektorka, dziennikarka radiowa (zm. 2004)
- 1955:
  - Mamata Banerjee, indyjska polityk
  - Giovanni d’Aniello, włoski duchowny katolicki, arcybiskup, nuncjusz apostolski
  - Māris Grīnblats, łotewski nauczyciel, polityk, minister oświaty i nauki (zm. 2021)
  - Anatolij Koroboczka, ukraiński piłkarz
  - Jimmy Mulville, brytyjski aktor, scenarzysta, prezenter i producent telewizyjny
- 1956:
  - Krzysztof Dowhań, polski piłkarz, bramkarz, trener
  - Władimir Fiodorow, radziecki piłkarz (zm. 1979)
  - Krzysztof Kuliński, polski aktor
  - Peter Leitner, niemiecki skoczek narciarski
  - Guillermo Ragazzone, salwadorski piłkarz
  - Wolfgang Sobotka, austriacki polityk, przewodniczący Rady Narodowej
  - Frank-Walter Steinmeier, niemiecki polityk, minister spraw zagranicznych, prezydent Niemiec
- 1957:
  - Karl Allgöwer, niemiecki piłkarz
  - Srećko Bogdan, chorwacki piłkarz, trener
  - Bogdan Gunia, polski piłkarz, trener
  - Rolf Gramstad, norweski żużlowiec
  - Atik Ismail, fiński piłkarz podchodzenia tatarskiego
  - Nikica Klinczarski, macedoński piłkarz, trener
- 1958:
  - Gaby Cárdeñas, peruwiańska siatkarka
  - Mykoła Derykot, ukraiński polityk
  - Ion Draica, rumuński zapaśnik
  - Krzysztof Luft, polski aktor, dziennikarz, prezenter telewizyjny, urzędnik państwowy
  - Rimantas Miknys, litewski historyk
  - Christer Nilsson, szwedzki żużlowiec
  - José Manuel Soria, hiszpański ekonomista, samorządowiec, polityk
  - Paweł Tomczyk, polski scenarzysta filmowy
  - Junko Yagami, japońska piosenkarka
- 1959:
  - Tomasz Brach, polski polityk, poseł na Sejm RP
  - Clancy Brown, amerykański aktor
  - Piotr (Karpusiuk), białoruski duchowny prawosławny, biskup Egzarchatu Białoruskiego (zm. 2000)
  - Marek Majka, polski piłkarz, trener
  - Mirosława Wojtczak, polska charakteryzatorka filmowa
- 1960:
  - Beata Dąbrowska, polska dyrygent, pedagog (zm. 2016)
  - Veselin Đuho, chorwacki piłkarz wodny
  - Gary Hardgrave, australijski polityk
  - Teresa Kruczek, polska muzykolog
  - Jacek Kubiak, polski biolog, wykładowca akademicki
  - Elsebeth Gerner Nielsen, duńska polityk
  - Hans Stangassinger, niemiecki saneczkarz
  - Glenn Strömberg, szwedzki piłkarz
- 1961:
  - Piotr Baron, polski saksofonista jazzowy, kompozytor, pedagog
  - Jurij Jaroszenko, ukraiński piłkarz, trener
  - Tadeusz Kruczkowski, białoruski historyk, działacz polskiej mniejszości narodowej
  - Aldona Plucińska, polska plastyk, etnograf, muzealnik (zm. 2022)
- 1962:
  - Carmine Abbagnale, włoski wioślarz
  - Suzy Amis, amerykańska aktorka i modelka
  - Don Cowie, nowozelandzki żeglarz sportowy
  - David DeCoteau, amerykański reżyser, scenarzysta i producent filmowy
  - Abdelsalam El Ghrissi, marokański piłkarz
  - Kenny Jackett, walijski piłkarz
  - Suzana Maksimović, serbska szachistka
- 1963:
  - Ralf Loose, niemiecki piłkarz, trener
  - Freddie Pendleton, amerykański bokser
  - Luis Carlos Winck, brazylijski piłkarz
- 1964:
  - Miloš Pavlović, serbski szachista
  - Bernard Piekorz, polski sztangista
  - Jacek Szopiński, polski hokeista, trener
- 1965:
  - Katarzyna Betlińska, polska artystka grafik
  - Ireneusz Bieleninik, polski dziennikarz, konferansjer
  - Vinnie Jones, walijski piłkarz, aktor, scenarzysta, reżyser i producent filmowy, teatralny i telewizyjny
  - Samuel Le Bihan, francuski aktor, reżyser, scenarzysta i producent filmowy, teatralny i telewizyjny
  - José Perdomo, urugwajski piłkarz, trener
  - Ricardo Quiñónez Lemus, gwatemalski polityk, burmistrz miasta Gwatemala
  - Alberto Rojas, meksykański duchowny katolicki, biskup San Bernardino
  - Rei Sakuma, japońska aktorka głosowa
  - Patrik Sjöberg, szwedzki lekkoatleta, skoczek wzwyż
  - Ołeksandr Wojtiuk, ukraiński piłkarz, trener
- 1966:
  - Adolfo Aldana, hiszpański piłkarz
  - Deborah Carthy-Deu, portorykańska zwyciężczyni konkursu Miss Universe
  - Jerzy Durał, polski muzyk, kompozytor, autor tekstów, plastyk, scenarzysta i reżyser wideoklipów, członek zespołu Ziyo
  - Niklas Isfeldt, szwedzki wokalista, członek zespołu Dream Evil
  - Tomasz Malinowski, polski operator filmowy
  - Andrij Szandor, ukraiński sędzia piłkarski
- 1967:
  - Adrian Cioroianu, rumuński historyk, publicysta, polityk
  - David Donohue, amerykański kierowca wyścigowy
  - Joe Flanigan, amerykański aktor, scenarzysta telewizyjny
  - Przemysław Gdański, polski szachista, przedsiębiorca
  - Jacek Grudzień, polski dziennikarz
  - Sophie Karmasin, austriacka polityk
  - Fredrik Nordström, szwedzki gitarzysta, kompozytor, producent muzyczny, członek zespołu Dream Evil
  - Ramona Portwich, niemiecka kajakarka
  - Migiel Rodríguez, meksykański lekkoatleta, chodziarz
  - Markus Söder, niemiecki polityk, premier Bawarii
- 1968:
  - Giorgi Baramidze, gruziński polityk, premier Gruzji
  - DJ BoBo, szwajcarski didżej, piosenkarz, producent muzyczny
  - Juan Alberto Espil, argentyńsko-włoski koszykarz
  - Andrzej Gołota, polski bokser
  - Rufin Lué, iworyjski piłkarz
  - Leila Meschi, gruzińska tenisistka
  - Felton Spencer, amerykański koszykarz (zm. 2023)
- 1969:
  - Petra Behle, niemiecka biathlonistka
  - Marilyn Manson, amerykański wokalista, członek zespołu Marilyn Manson
  - Paul McGillion, szkocki aktor
  - Ahmet Orel, turecki zapaśnik
  - Bryan Steel, brytyjski kolarz torowy i szosowy
  - Andriej Tołoczko, rosyjski siatkarz, trener
  - Risto Vidaković, serbski piłkarz
  - Shea Whigham, amerykański aktor
- 1970:
  - David Adams, południowoafrykański tenisista
  - Eva Borušovičová, słowacka scenarzystka filmowa (zm. 2025)
  - Władimir Czagin, rosyjski kierowca rajdowy
  - Elfi Eder, austriacka narciarka alpejska
  - Jurij Kowtun, rosyjski piłkarz
  - Troy van Leeuwen, amerykański gitarzysta, członek zespołu A Perfect Circle
  - Gianfranco Randone, włoski wokalista, basista, członek zespołów: Bliss Team(inne języki), Bloom 06 i Eiffel 65
  - Jens Todt, niemiecki piłkarz
  - Oleg Wierietiennikow, rosyjski piłkarz
- 1971:
  - Dariusz Jung, polski zawodnik sztuk walki
  - Heinz Kuttin, austriacki skoczek narciarski, trener
  - Igor Ostrowski, polski prawnik, ekspert rynku telekomunikacji i nowych technologii (zm. 2024)
  - Maciej Zieliński, polski koszykarz
- 1972:
  - Hilma Caldeira, brazylijska siatkarka
  - Ariel McDonald, amerykański koszykarz
  - Sakis Ruwas, grecki piosenkarz
  - Sasha, niemiecki piosenkarz
- 1973:
  - Valdemir Vicente Andrade Santos, brazylijski duchowny katolicki, biskup pomocniczy Fortalezy
  - Uday Chopra, indyjski aktor
  - Giacomo Giretto, włoski siatkarz
  - Giada Perissinotto, włoska rysowniczka
- 1974:
  - Krzysztof Czubaszek, polski historyk, filolog, menedżer kultury, specjalista ds. komunikacji społecznej i mediów, wykładowca akademicki, pisarz, publicysta, samorządowiec
  - Pablo Francisco, amerykański komik pochodzenia chilijskiego
  - Đorđe Svetličić, serbski piłkarz
  - Iwan Thomas, brytyjski lekkoatleta, średniodystansowiec
  - Marcin Wójcik, polski aktor kabaretowy
- 1975:
  - Marcin Babko, polski muzyk, dziennikarz muzyczny, pisarz, tłumacz (zm. 2016)
  - Muhammad Barkawi, tunezyjski zapaśnik
  - Sabin Bornei, rumuński bokser
  - Bradley Cooper, amerykański aktor
  - Anthony Idiata, nigeryjski lekkoatleta, skoczek wzwyż
- 1976:
  - Shintarō Asanuma, japoński reżyser, scenarzysta, aktor
  - Magdalena Kacprzak, polska aktorka
  - Krzysztof Ostrowski, polski reżyser teledysków, grafik, autor komiksów, lider zespołu Cool Kids of Death
  - Dennis Șerban, rumuński piłkarz
  - Ivan Tomić, serbski piłkarz, trener
  - Diego Tristán, hiszpański piłkarz
  - Matt Wachter, amerykański muzyk, członek zespołów 30 Seconds to Mars i Angels & Airwaves
- 1977:
  - Étienne Alain Djissikadié, gaboński piłkarz
  - Matej Ferjan, słoweński żużlowiec (zm. 2011)
  - Ervin Katona, serbski strongman
  - Mariusz Niedbalski, polski koszykarz, trener
  - Arkadiusz Rusin, polski trener koszykówki
  - Marek Warszewski, polski scenograf filmowy
- 1978:
  - Bugz, amerykański raper (zm. 1999)
  - January Jones, amerykańska aktorka
  - Seanan McGuire, amerykańska pisarka
  - Franck Montagny, francuski kierowca wyścigowy
  - America Olivo, amerykańska aktorka, wokalistka
  - Katrin Olsen, duńska wioślarka
  - Emilia Rydberg, szwedzka piosenkarka pochodzenia etiopskiego
  - Mietall Waluś, polski gitarzysta, wokalista, członek zespołów: Negatyw, Lenny Valentino, Penny Lane i Warsaw Bombs
  - Paweł Wawrzyński, polski informatyk
  - Anke Wischnewski, niemiecka saneczkarka
  - Izabela Wójtowicz, polska lekkoatletka, wieloboistka
- 1979:
  - Giuseppe Gibilisco, włoski lekkoatleta, tyczkarz
  - David Kopp, niemiecki kolarz szosowy
  - Marcin Kwaśny, polski aktor
  - Heidi Neururer, austriacka snowboardzistka
  - Masami Tanaka, japońska pływaczka
  - Marta Wojtanowska, polska zapaśniczka
- 1980:
  - Anna Andrejuvová, słowacka prawnik, polityk
  - Srđan Andrić, chorwacki piłkarz
  - Davor Bernardić, chorwacki polityk
  - Katarzyna Borek, polska pianistka, kompozytorka
  - Maksim Bramatkin, rosyjski aktor (zm. 2021)
  - Sebastian Deisler, niemiecki piłkarz
  - Georgia Gould, amerykańska kolarka górska i przełajowa
  - Huang Qiuyan, chińska lekkoatletka, trójskoczkini
  - Li Ting, chińska tenisistka
  - Ikuko Nishikori, japońska lekkoatletka, tyczkarka
  - Marta Panas-Goworska, polska pisarka
  - Chema Rodríguez, hiszpański piłkarz ręczny
  - Marek Szubert, polski wokalista, gitarzysta, członek zespołów Heretique i Spatial
  - Santiago Ventura, hiszpański tenisista
- 1981:
  - Rəşad Əhmədov, azerski zawodnik taekwondo
  - Deadmau5, kanadyjski producent muzyczny
  - Piotr Kosiorowski, polski piłkarz
  - Brooklyn Sudano, amerykańska aktorka
  - Magdalena Waligórska-Lisiecka, polska aktorka
- 1982:
  - Monika Borowicz, polska kajakarka
  - Kjersti Buaas, norweska snowboardzistka
  - Ansley Cargill, amerykańska tenisistka
  - Cheng Xiaoni, chińska biathlonistka
  - Karel Geraerts, belgijski piłkarz
  - Janica Kostelić, chorwacka narciarka alpejska
  - Jewgienija Krawcowa, rosyjska biathlonistka
  - Giovanni Pasquale, włoski piłkarz
  - Jaroslav Plašil, czeski piłkarz
  - Cirilo Saucedo, meksykański piłkarz
  - Maki Tsukada, japońska judoczka
  - Vadims Vasiļevskis, łotewski lekkoatleta, oszczepnik
- 1983:
  - Filip Adamski, niemiecki wioślarz pochodzenia polskiego
  - Ferran Corominas, hiszpański piłkarz
  - Dawit Kewchiszwili, gruziński judoka
  - Ken Leemans, belgijski piłkarz
  - Rita Rato, portugalska polityk
  - Marlon Roudette, brytyjsko-vincentyński piosenkarz, autor tekstów
- 1984:
  - Derrick Atkins, bahamski lekkoatleta, sprinter
  - Wojciech Jarmuż, polski piłkarz
  - Håvard Vad Petersson, norweski curler
  - Giuseppe Scurto, włoski piłkarz
  - Ikechukwu Uche, nigeryjski piłkarz
- 1985:
  - Aline Bonjour, szwajcarska narciarka alpejska
  - Victor Bulat, mołdawski piłkarz
  - Michaił Ganew, bułgarski zapaśnik
  - Nouhoum Kobéna, beniński piłkarz
  - Danielle Lins, brazylijska siatkarka
  - Anastasija Osipowa, rosyjska wokalistka, członkini zespołu Blestiaszczije
  - Mercedes Peris, hiszpańska pływaczka
  - Milena Stacchiotti, włoska siatkarka
  - Saša Stamenković, serbski piłkarz, bramkarz
  - Fabienne Suter, szwajcarska narciarka alpejska
  - Diego Vera, urugwajski piłkarz
- 1986:
  - Deepika Padukone, indyjska aktorka
  - Veli-Matti Savinainen, fiński hokeista
  - Yen Pei-ling, tajwańska siatkarka
- 1987:
  - Baha’a Abdul-Rahman, jordański piłkarz
  - Migjen Basha, albański piłkarz
  - Kristin Cavallari, amerykańska aktorka
  - Petr Janda, czeski piłkarz
  - Jason Mitchell, amerykański aktor
  - Alexander Salák, czeski hokeista, bramkarz
  - Solomon, amerykański raper, producent muzyczny
- 1988:
  - Azizulhasni Awang, malezyjski kolarz torowy i szosowy
  - Alexandra Engen, szwedzka kolarka górska i torowa
  - Nikola Kalinić, chorwacki piłkarz
  - Siergiej Kariakin, rosyjski pięcioboista nowoczesny
  - Kay, kabowerdeński piłkarz
  - Eddie Läck, szwedzki hokeista, bramkarz
  - Douglas Lima, brazylijski zawodnik MMA
  - Anna Łukasiak, polska zapaśniczka
  - Mathieu Perreault, kanadyjski hokeista
  - Miroslav Raduljica, serbski koszykarz
  - Tremaine Stewart, jamajski piłkarz (zm. 2021)
  - Jonathan Tehau, tahitański piłkarz
- 1989:
  - Julia Hart, nowozelandzka lekkoatletka, tyczkarka
  - Irina Malkowa, rosyjska siatkarka
  - Krisztián Németh, węgierski piłkarz
  - Jiří Orság, czeski sztangista
  - Yasin Pehlivan, austriacki piłkarz pochodzenia tureckiego
- 1990:
  - C.J. Cron, amerykański baseballista
  - Leroy Fer, holenderski piłkarz
  - José Iglesias, kubański baseballista
  - Krzysztof Sulima, polski koszykarz
  - Ołeksandr Torianyk, ukraiński hokeista
- 1991:
  - Odile Ahouanwanou, benińska lekkoatletka, wieloboistka
  - Kayla Alexander, kanadyjska koszykarka
  - Soner Aydoğdu, turecki piłkarz
  - Paul Egwuonwu, amerykański koszykarz
  - Jelle van Gorkom, holenderski kolarz BMX
  - Daniel Pacheco, hiszpański piłkarz
  - Jakub Zięć, polski judoka
- 1992:
  - Afriyie Acquah, ghański piłkarz
  - Deng Deng, południowosudański koszykarz
  - Stephan Leyhe, niemiecki skoczek narciarski
  - Trent Sainsbury, australijski piłkarz
- 1993:
  - Kacper Gondek, polski kajakarz górski (zm. 2018)
  - Elijah Manangoi, kenijski lekkoatleta, średniodystansowiec
  - Jolanda Neff, szwajcarska kolarka górska i szosowa
- 1994:
  - Claudiu Bumba, rumuński piłkarz
  - Zemgus Girgensons, łotewski hokeista
  - Jonquel Jones, bahamska koszykarka
  - Padmini Rout, indyjska szachistka
- 1996:
  - Max Baldry, brytyjski aktor
  - Alexandra Pretorius, kanadyjska skoczkini narciarska
  - Malachi Richardson, amerykański koszykarz
  - Tyler Ulis, amerykański koszykarz
- 1997:
  - Nicola Conci, włoski kolarz szosowy
  - Meysam Dalkhani, irański zapaśnik
  - Osman Göçen, turecki zapaśnik
  - Magdalena Gozdecka, polska piłkarka
  - Jesús Vallejo, hiszpański piłkarz
  - Zhang Yuning, chiński piłkarz
- 1998:
  - Carles Aleñá, hiszpański piłkarz
  - Kervin Arriaga, honduraski piłkarz
  - Natalia Bucyk, polska koszykarka
  - Isaac Humphries, australijski koszykarz
  - Martyna Piotrowska, polska siatkarka
- 1999:
  - Cheon Mi-ran, południowokoreańska zapaśniczka
  - Gian-Luca Itter, niemiecki piłkarz
  - Katherine Nye, amerykańska sztangistka
  - Katherine Sebov, kanadyjska tenisistka
  - Mattias Svanberg, szwedzki piłkarz
- 2000:
  - İlkin Aydin, turecka siatkarka
  - Gastón Martirena, urugwajski piłkarz
  - Jiszaj Oljel, izraelski tenisista
  - Roxen, rumuńska piosenkarka
  - Taylor Soule, amerykańska koszykarka
  - David Zec, słoweński piłkarz
- 2001:
  - Marley Aké, francuski piłkarz pochodzenia iworyjskiego
  - Xavier Amaechi, angielski piłkarz pochodzenia nigeryjskiego
  - Adán Clímaco, salwadorski piłkarz
  - Anna Gandler, austriacka biathlonistka
  - Zuzanna Kulińska, polska koszykarka
  - Mychajło Mudryk, ukraiński piłkarz
  - Anthony Ponomarenko, amerykański łyżwiarz figurowy pochodzenia rosyjskiego
- 2002 – Im Yong-myong, północnokoreański skoczek do wody
- 2003:
  - Samba Diallo, senegalski piłkarz
  - Jolien Knollema, holenderska siatkarka
  - Barbara Skrobiszewska, polska biathlonistka
  - Szymon Włodarczyk, polski piłkarz
- 2004:
  - Ahn Ji-ho, południowokoreański aktor
  - Tomasz Pieńko, polski piłkarz

## Zmarli
- 842 – Al-Mutasim, kalif Abbasydów (ur. 794)
- 1066 – Edward Wyznawca, król Anglii, święty (ur. ok. 1002)
- 1173 – Bolesław IV Kędzierzawy, książę mazowiecki, kujawski, krakowski i sandomierski, książę zwierzchni Polski (ur. 1121/22)
- 1343 – Jan IV z Dražic, czeski duchowny katolicki, biskup praski (ur. ok. 1250)
- 1430 – Filipa Lancaster, księżniczka angielska, królowa duńska, norweska i szwedzka (ur. 1393 lub 94)
- 1448 – Krzysztof Bawarski, król Danii, Szwecji i Norwegii (ur. 1416)
- 1465 – Karol, książę Orleanu, poeta (ur. 1394)
- 1477 – Karol Śmiały, książę Burgundii (ur. 1433)
- 1517 – Francesco Francia, włoski malarz, rytownik, złotnik (ur. ok. 1450)
- 1524 – Marko Marulić, chorwacki poeta (ur. 1450)
- 1527 – Feliks Manz, szwajcarski anabaptysta (ur. ok. 1498)
- 1541 – Filip Wittelsbach, książę Palatynatu, biskup Fryzyngi (ur. 1480)
- 1547 – Jan Hess, niemiecki teolog luterański (ur. 1490)
- 1578 – Giulio Clovio, włoski malarz, miniaturzysta, iluminator książek pochodzenia chorwackiego (ur. 1498)
- 1583 – Andrzej Górka, polski szlachcic, polityk (ur. 1534)
- 1589 – Katarzyna Medycejska, królowa Francji (ur. 1519)
- 1592 – Wilhelm Bogaty, książę Kleve, Jülich, Bergu i Geldrii, hrabia Mark (ur. 1516)
- 1616 – Symieon Biekbułatowicz, chan kasymski, książę twerski, formalny wielki książę moskiewski (ur. ?)
- 1634 – Tadanaga Tokugawa, japoński daimyō (ur. 1606)
- 1681 – Pietro Vidoni, włoski kardynał, nuncjusz apostolski w Polsce (ur. 1610)
- 1701 – Louis-François-Marie Le Tellier, francuski arystokrata, polityk (ur. 1668)
- 1705:
  - Georg Christoph Eimmart, niemiecki matematyk, astronom (ur. 1638)
  - Mikołaj Michał Wyżycki, polski duchowny katolicki, kanonik laterański, opat czerwiński, biskup chełmski, sekretarz wielki koronny, kanclerz Akademii Zamojskiej (ur. 1649)
- 1730 – Jan Franciszek Kurdwanowski, polski duchowny katolicki, jezuita, kanonik krakowski i warmiński, biskup pomocniczy warmiński (ur. 1645)
- 1732 – Franciszek Cetner, polski szlachcic, polityk (ur. ?)
- 1735 – Carlo Ruzzini, doża Wenecji (ur. 1653)
- 1740 – Antonio Lotti, włoski kompozytor (ur. 1666)
- 1750 – Jan Tarło, polski generał, polityk (ur. 1684)
- 1762 – Elżbieta Romanowa, caryca Rosji (ur. 1709)
- 1771 – John Russell, brytyjski arystokrata, polityk, dyplomata (ur. 1710)
- 1773 – Jan Adam Gallina(inne języki), czeski kompozytor (ur. 1724)
- 1776 – Philipp Müller, niemiecki zoolog, teolog (ur. 1725)
- 1787 – Cyprian Stecki, ukraiński duchowny greckokatolicki, biskup łucko-ostrogski (ur. 1734)
- 1788 – Charles-Augustin de Ferriol d’Argental, francuski administrator kolonialny, dyplomata (ur. 1700)
- 1790 – Jacob Christian Schäffer, niemiecki duchowny i teolog protestancki, filozof, entomolog, botanik, mykolog, ornitolog, wynalazca (ur. 1718)
- 1795 – Philipp Gotthard von Schaffgotsch, niemiecki duchowny katolicki, biskup wrocławski (ur. 1716)
- 1796 – Samuel Huntington, amerykański polityk (ur. 1731)
- 1816 – George Prévost, brytyjski polityk kolonialny (ur. 1767)
- 1818 – Marcello Bacciarelli, włoski malarz (ur. 1731)
- 1823 – Ignacy Gosławski, polski rotmistrz, polityk (ur. 1769)
- 1828 – Issa Kobayashi, japoński autor haiku (ur. 1763)
- 1834 – Claude Carra de Saint-Cyr, francuski generał (ur. 1760)
- 1852 – Gabriel Ferry, francuski pisarz (ur. 1809)
- 1855:
  - Jan Nepomucen Kamiński, polski aktor, reżyser teatralny, pisarz, tłumacz (ur. 1777)
  - Mihály Pollack, węgierski architekt (ur. 1773)
- 1856 – David d’Angers, francuski rzeźbiarz (ur. 1788)
- 1857 – Joseph Ignaz Ritter, niemiecki duchowny i teolog katolicki (ur. 1787)
- 1858 – Joseph Radetzky, austriacki hrabia, feldmarszałek (ur. 1766)
- 1859 – Konstancjusz I, ekumeniczny patriarcha Konstantynopola (ur. 1770)
- 1860 – Jan Nepomucen Neumann, czeski duchowny katolicki, biskup Filadelfii, święty (ur. 1811)
- 1876 – Jan Ruckgaber, polsko-francuski kompozytor, pianista, dyrygent (ur. 1799)
- 1877 – Giuseppe Fanelli, włoski inżynier, architekt, polityk (ur. 1827)
- 1878 – Alfonso Ferrero La Marmora, włoski generał, polityk, premier Królestwa Sardynii i Włoch (ur. 1804)
- 1883 – Auguste Clésinger, francuski malarz, rzeźbiarz (ur. 1814)
- 1885:
  - Adolf Carl Daniel von Auersperg, austriacki polityk, premier Austrii (ur. 1821)
  - Józef Alojzy Pukalski, polski duchowny katolicki, biskup tarnowski (ur. 1798)
- 1888:
  - Izydor Dzieduszycki, polski hrabia, historyk, uczestnik powstania styczniowego (ur. 1842)
  - Henri Herz, niemiecki pianista, kompozytor, pedagog (ur. 1803)
- 1889 – Konstanty Schmidt-Ciążyński, polski kolekcjoner dzieł sztuki (ur. 1818)
- 1890 – Rafael Berenguer, hiszpański malarz, scenograf, pedagog (ur. 1822)
- 1891 – Emma Abbott, amerykańska śpiewaczka operowa (sopran), impresario (ur. 1850)
- 1893 – Karol od św. Andrzeja, holenderski pasjonista, święty (ur. 1821)
- 1894 – Adrien Philippe, francuski zegarmistrz, przedsiębiorca (ur. 1815)
- 1895 – Władysław Podkowiński, polski malarz, ilustrator (ur. 1866)
- 1899:
  - Clara Jessup Moore, amerykańska filantropka, pisarka, poetka (ur. 1824)
  - Albert Schultz-Lupitz, niemiecki agronom (ur. 1831)
- 1900:
  - William Hammond, amerykański neurolog (ur. 1828)
  - Helena Kirkorowa, polska aktorka (ur. 1828)
- 1901 – Karol Aleksander, wielki książę Saksonii-Weimar-Eisenach (ur. 1818)
- 1903 – Práxedes Mateo Sagasta, hiszpański polityk, premier Hiszpanii (ur. 1825)
- 1904 – Karl Alfred von Zittel, niemiecki paleontolog, wykładowca akademicki (ur. 1839)
- 1905 – Eugeniusz Abrahamowicz, polski ziemianin, prawnik, polityk (ur. 1851)
- 1907 – Guriasz (Burtasowski), rosyjski biskup prawosławny (ur. 1845)
- 1908 – Joseph von Mering, niemiecki lekarz, wykładowca akademicki (ur. 1849)
- 1910 – Léon Walras, francuski ekonomista, wykładowca akademicki (ur. 1834)
- 1911 – Marcelina Darowska, polska zakonnica, mistyczka, błogosławiona (ur. 1827)
- 1912 – Piotr Drittenpreis, rosyjski architekt pochodzenia niemieckiego (ur. 1841)
- 1913:
  - Louis-Paul Cailletet, francuski fizyk, wynalazca (ur. 1832)
  - Lewis A. Swift, amerykański astronom (ur. 1820)
- 1917 – František Hovorka, czeski dziennikarz, księgarz, wydawca, redaktor, tłumacz (ur. 1857)
- 1919 – Sumako Matsui, japońska aktorka, piosenkarka (ur. 1886)
- 1921 – Esper Biełosielski, rosyjski żeglarz sportowy (ur. 1870)
- 1922:
  - Ernest Shackleton, irlandzki podróżnik, badacz Antarktydy (ur. 1874)
  - Antoni Wolszlegier, polski duchowny katolicki, działacz narodowy na Warmii, polityk (ur. 1853)
- 1923 – Jan Władysław Zamoyski, polski ziemianin, polityk (ur. 1849)
- 1924 – Kazimierz Lutosławski, polski duchowny katolicki, teolog, lekarz, polityk, poseł na Sejm RP (ur. 1880)
- 1925:
  - Jewhenija Bosz, rosyjska polityk pochodzenia niemiecko-mołdawskiego (ur. 1879)
  - Franciszek Łubieński, polski malarz (ur. 1875)
- 1926 – Victor Bendix, duński pianista, kompozytor, dyrygent (ur. 1851)
- 1927 – Kurt Jeenel, niemiecki prawnik, polityk, nadburmistrz Zabrza (ur. 1883)
- 1928 – Karol Karowski, polski lekarz, tytularny generał brygady (ur. 1868)
- 1929 – Mikołaj Mikołajewicz Romanow, wielki książę rosyjski, generał (ur. 1856)
- 1930:
  - Carl Fredrich, niemiecki archeolog, historyk sztuki, filolog klasyczny, pedagog (ur. 1871)
  - Wacław Kłoczkowski, polski kontradmirał (ur. 1873)
- 1932 – Tadeusz Waryński, polski fizyk, działacz socjalistyczny, polityk, wiceprezydent Łodzi, poseł na Sejm RP (ur. 1881)
- 1933:
  - Calvin Coolidge, amerykański polityk, wiceprezydent i prezydent USA (ur. 1872)
  - Juliusz Kłos, polski architekt (ur. 1881)
- 1935 – Piotr Bonilli, włoski duchowny katolicki, błogosławiony (ur. 1841)
- 1936:
  - Ramón María del Valle-Inclán, hiszpański prozaik, dramaturg, poeta (ur. 1866)
  - Vincenc Vávra, czeski pedagog, historyk literatury, pisarz (ur. 1849)
- 1937:
  - Jadwiga Bogdanowicz, polska działaczka niepodległościowa, społeczna i feministyczna (ur. 1872)
  - Zofia Brajnin, polsko-niemiecka śpiewaczka operowa (sopran) (ur. 1861)
  - Reinhold Büttner, niemiecki pastor staroluterański, superintendent generalny Kościoła Ewangelicko-Luterskiego w Polsce Zachodniej (ur. 1859)
  - Zygmunt Wiza, polski porucznik (ur. 1886)
- 1938 – Karel Baxa, czeski polityk, burmistrz Pragi (ur. 1863)
- 1940:
  - Charles Nagel, amerykański polityk, sekretarz handlu i pracy (ur. 1849)
  - Jerzy Smoleński, polski geograf, geolog, antropogeograf (ur. 1881)
- 1941 – Amy Johnson, brytyjska pilotka (ur. 1903)
- 1942:
  - Tina Modotti, włoska aktorka, fotografik (ur. 1896)
  - Ludwik Mroczek, polski duchowny katolicki, salezjanin, Sługa Boży (ur. 1905)
  - Stefan Leon Skibniewski, polski duchowny katolicki, wikariusz generalny archidiecezji Korfu w Grecji, protonotariusz apostolski, profesor filozofii chrześcijańskiej (ur. 1878)
- 1943:
  - Ignacy Blaschke, polski rzeźbiarz, rysownik (ur. 1882)
  - George Washington Carver, amerykański botanik (ur. 1864)
  - Bedřich Homola, czeski generał (ur. 1887)
- 1945:
  - Hans Christiansen, niemiecki malarz (ur. 1866)
  - Julius Leber, niemiecki polityk, antynazista (ur. 1891)
  - Stefan Turski, polski aktor (ur. 1875)
  - Halina Wohlfarth, polska działaczka podziemia (ur. 1916)
- 1946 – Jerzy Gościcki, polski ekonomista, polityk, minister rolnictwa i dóbr państwowych (ur. 1879)
- 1947:
  - Pat Boot, nowozelandzki lekkoatleta, średniodystansowiec (ur. 1914)
  - Charles Schlee, amerykański kolarz torowy pochodzenia duńskiego (ur. 1873)
  - Ovington Eugene Weller, amerykański prawnik, polityk (ur. 1862)
- 1948:
  - John Boswell, szkocki rugbysta, prawnik, żołnierz (ur. 1867)
  - Mary Dimmick Harrison, amerykańska pierwsza dama (ur. 1858)
- 1949:
  - Herman Bohne, norweski gimnastyk pochodzenia niemieckiego (ur. 1890)
  - Friedrich Lindner, niemiecki funkcjonariusz i zbrodniarz nazistowski (ur. 1904)
  - Sławomir Miklaszewski, polski gleboznawca, wykładowca akademicki (ur. 1874)
- 1950:
  - Oswald Bumke, niemiecki psychiatra, neurolog (ur. 1877)
  - John Rabe, niemiecki przedsiębiorca, działacz nazistowski (ur. 1882)
  - Basil Williams, brytyjski historyk (ur. 1867)
- 1951:
  - Philip Jaisohn, koreański patomorfolog, działacz niepodległościowy, dziennikarz, polityk (ur. 1864)
  - Kim Dong-in, koreański prozaik, poeta, literaturoznawca (ur. 1900)
  - Andriej Płatonow, rosyjski pisarz, satyryk, eseista, dramaturg (ur. 1899)
- 1952:
  - Victor Hope, brytyjski arystokrata, polityk, wicekról Indii (ur. 1887)
  - Piotr Juliusz Kurzątkowski, polski malarz, grafik, pedagog (ur. 1888)
  - Christo Tatarczew, bułgarski lekarz, rewolucjonista (ur. 1869)
- 1953 – Julian Czerwiakowski, polski żołnierz podziemia antykomunistycznego (ur. 1911)
- 1954 – Walter E. Scott, amerykański podróżnik, poszukiwacz złota (ur. 1872)
- 1955:
  - Marcel Déat, francuski socjalistyczny, a następnie faszystowski działacz polityczny (ur. 1894)
  - Alexander Wienerberger, austriacki inżynier chemik, fotograf pochodzenia żydowsko-czeskiego (ur. 1891)
- 1956:
  - Zdzisław Arentowicz, polski poeta, publicysta (ur. 1890)
  - Mistinguett, francuska aktorka, piosenkarka (ur. 1875)
  - Genowefa Torres Morales, hiszpańska zakonnica, święta (ur. 1870)
- 1957:
  - Alexandre Caillot, francuski duchowny katolicki, biskup Grenoble (ur. 1861)
  - Oldřich Duras, czeski szachista, kompozytor szachowy (ur. 1882)
  - Maria Manteufflowa, polska malarka (ur. 1902)
  - Jerome Steever, amerykański piłkarz wodny (ur. 1880)
- 1958:
  - William Hirons, brytyjski przeciągacz liny (ur. 1871)
  - Emil Kipa, polski historyk, wykładowca akademicki, urzędnik konsularny (ur. 1886)
- 1959 – Karo Halabian, ormiański architekt, polityk (ur. 1897)
- 1960:
  - Félix Bermudes portugalski strzelec i działacz sportowy (ur. 1874)
  - Francisco Sabaté Llopart, hiszpański anarchista, działacz antyfrankistowski (ur. 1915)
- 1961 – Jack Butler, angielski piłkarz (ur. 1894)
- 1962:
  - Helmer Mörner, szwedzki jeździec sportowy (ur. 1895)
  - Per Thorén, szwedzki łyżwiarz figurowy (ur. 1885)
- 1963:
  - Ignacy Barski, polski prawnik, działacz niepodległościowy, wojskowy, urzędnik państwowy, uczestnik powstania warszawskiego (ur. 1893)
  - Henryk Gacki, polski adwokat, działacz socjalistyczny, polityk, poseł na Sejm Ustawodawczy (ur. 1896)
  - Rogers Hornsby, amerykański baseballista (ur. 1896)
  - Stanisław Jaros, polski elektryk, zamachowiec (ur. 1932)
  - Włodzimierz Wawryk, polski inżynier, wykładowca akademicki (ur. 1902)
- 1964:
  - Leslie Holdsworthy Allen, australijski poeta (ur. 1879)
  - Helena Halecka, polska historyk, działaczka polonijna (ur. 1891)
- 1965 – Ludwik Szwykowski, polski bankowiec, żeglarz, działacz żeglarski (ur. 1877)
- 1968:
  - Hanna Mortkowicz-Olczakowa, polska pisarka (ur. 1905)
  - Jean Murat(inne języki), francuski aktor (ur. 1888)
- 1969 – Franz Theodor Csokor, austriacki dramaturg pochodzenia węgierskiego (ur. 1885)
- 1970:
  - Max Born, niemiecki matematyk, fizyk pochodzenia żydowskiego, laureat Nagrody Nobla (ur. 1882)
  - Sylvie(inne języki), francuska aktorka (ur. 1883)
- 1973 – Henryk Łasak, polski kolarz szosowy, trener (ur. 1932)
- 1974:
  - Wolfgang Anheisser, niemiecki śpiewak operowy (baryton) (ur. 1929)
  - Denis William Brogan, brytyjski historyk (ur. 1900)
  - Lew Oborin, rosyjski pianista (ur. 1907)
- 1975:
  - Wiktor Aniczkin, rosyjski piłkarz (ur. 1941)
  - Gottlob Berger, niemiecki SS-Obergruppenführer, zbrodniarz nazistowski (ur. 1896)
- 1976:
  - John A. Costello, irlandzki polityk, premier Irlandii (ur. 1891)
  - Hamit Kaplan, turecki zapaśnik (ur. 1934)
  - Károly Takács, węgierski strzelec sportowy (ur. 1910)
- 1977:
  - Antoni Kolaśniewski, polski koszykarz (ur. 1921)
  - Onslow Stevens, amerykański aktor (ur. 1902)
- 1979 – Charles Mingus, amerykański muzyk i kompozytor jazzowy (ur. 1922)
- 1981:
  - Harold Clayton Urey, amerykański chemik, laureat Nagrody Nobla (ur. 1893)
  - Lanza del Vasto, włoski filozof, poeta (ur. 1901)
  - Leopold Wohlrab, austriacki piłkarz ręczny (ur. 1912)
- 1985 – Robert Surtees, amerykański operator filmowy (ur. 1906)
- 1986 – Ilmari Salminen, fiński lekkoatleta, długodystansowiec (ur. 1902)
- 1987:
  - Helenka Adamowska, polska aktorka (ur. 1900)
  - Geoffrey Mason, amerykański bobsleista (ur. 1902)
  - Herman Smith-Johannsen, kanadyjski biegacz narciarski, działacz sportowy (ur. 1875)
  - Adam Smolana, polski rzeźbiarz, pedagog (ur. 1921)
- 1988:
  - Roman Leś, polski pułkownik, ekonomista, polityk, poseł na Sejm PRL, członek WRON (ur. 1924)
  - Pete Maravich, amerykański koszykarz (ur. 1947)
- 1989:
  - Janusz Cywiński, polski aktor (ur. 1931)
  - Władysław Orłowski, polski pisarz (ur. 1922)
- 1990:
  - Simcha Friedman, izraelski polityk (ur. 1911)
  - Arthur Kennedy, amerykański aktor (ur. 1914)
- 1991:
  - Tõnis Kint, estoński polityk, premier i prezydent Estonii na emigracji (ur. 1896)
  - Vasko Popa, jugosłowiański poeta (ur. 1922)
- 1992 – Daria Rebet, ukraińska działaczka nacjonalistyczna i niepodległosciowa (ur. 1913)
- 1993:
  - Juan Benet(inne języki), hiszpański pisarz (ur. 1927)
  - Vojtech Budinský-Krička, słowacki archeolog (ur. 1903)
- 1994:
  - David Robert Bates, północnoirlandzki fizyk, chemik, wykładowca akademicki, działacz pokojowy (ur. 1916)
  - Igor Bełza, rosyjski muzykolog, kompozytor (ur. 1904)
  - Tip O’Neill, amerykański polityk (ur. 1912)
- 1995:
  - Victor Mitchell, amerykański brydżysta (ur. 1923)
  - Mirzamahmud Musaxonov, uzbecki i radziecki polityk (ur. 1912)
  - Helene Postranecky, austriacka polityk (ur. 1903)
- 1996 – Janusz Poray-Biernacki, polski pisarz (ur. 1907)
- 1997:
  - Bertil Bernadotte, szwedzki książę (ur. 1912)
  - André Franquin, belgijski rysownik i scenarzysta komiksowy (ur. 1924)
  - Burton Lane(inne języki), amerykański kompozytor (ur. 1912)
- 1998 – Sonny Bono, amerykański piosenkarz, aktor, producent muzyczny, polityk (ur. 1935)
- 1999 – Jarmila Nygrýnová, czechosłowacka lekkoatletka, skoczkini w dal i sprinterka (ur. 1953)
- 2000:
  - Zygmund Przemyslaw Rondomanski(inne języki), amerykański kompozytor pochodzenia polskiego (ur. 1908)
  - Bernhard Wicki, austriacki aktor, reżyser filmowy (ur. 1919)
- 2001:
  - Elizabeth Anscombe, brytyjska filozof, wykładowczyni akademicka (ur. 1919)
  - Milan Hlavsa, czeski basista, wokalista, kompozytor, lider zespołu The Plastic People of the Universe (ur. 1951)
  - Wacław Iwaniuk, polski poeta, tłumacz (ur. 1912)
  - Nancy Parsons(inne języki), amerykańska aktorka (ur. 1942)
- 2002:
  - Astrid Henning-Jensen, duńska reżyserka filmowa (ur. 1914)
  - Ruggiero Romano, włoski historyk (ur. 1923)
- 2003:
  - Massimo Girotti, włoski aktor (ur. 1918)
  - Roy Jenkins, brytyjski arystokrata, polityk (ur. 1920)
  - Félix Loustau, argentyński piłkarz (ur. 1922)
- 2004 – Charles Dumas, amerykański lekkoatleta, skoczek wzwyż (ur. 1937)
- 2005:
  - Antoni Barwiński, polski piłkarz (ur. 1923)
  - Danny Sugerman, amerykański menedżer zespołu The Doors (ur. 1954)
- 2006:
  - Barbara Krzemieńska, czeska historyk pochodzenia polskiego (ur. 1930)
  - Merlyn Rees, brytyjski arystokrata, polityk (ur. 1920)
  - Rachel Squire, brytyjska polityk (ur. 1954)
- 2007:
  - Momofuku Andō, japoński przedsiębiorca, wynalazca (ur. 1910)
  - Cezary Józefiak, polski ekonomista, wykładowca akademicki, polityk, senator RP, członek RPP (ur. 1932)
  - Kang Chang-gi, południowokoreański piłkarz (ur. 1928)
- 2008:
  - Raymond Forni, francuski polityk (ur. 1941)
  - Kevin Hannan, amerykański językoznawca, slawista (ur. 1954)
  - Edward Kłosiński, polski operator filmowy (ur. 1943)
- 2009:
  - Harry Kinnard, amerykański generał (ur. 1915)
  - Adolf Merckle, niemiecki prawnik, przedsiębiorca (ur. 1934)
  - Wojciech Ozimek, polski dziennikarz (ur. 1949)
  - Andrzej Seyfried, polski lekarz, specjalista rehabilitacji (ur. 1922)
- 2010 – Jacek Petrus, polski dziennikarz (ur. 1972)
- 2011 – Assar Rönnlund, szwedzki biegacz narciarski (ur. 1935)
- 2012:
  - Frederica Sagor Maas, amerykańska scenarzystka filmowa (ur. 1900)
  - Aleksandr Sizonienko, rosyjski koszykarz (ur. 1959)
- 2013 – Joseph-Aurèle Plourde, kanadyjski duchowny katolicki, arcybiskup Ottawy (ur. 1915)
- 2014:
  - Jan Bijak, polski dziennikarz (ur. 1929)
  - Eusébio, portugalski piłkarz (ur. 1942)
  - Brian Hart, brytyjski kierowca wyścigowy (ur. 1936)
  - Alma Muriel, meksykańska aktorka (ur. 1951)
  - Władysław Serczyk, polski historyk, wykładowca akademicki (ur. 1935)
  - Carmen Zapata, amerykańska aktorka (ur. 1927)
- 2015:
  - Zulfikar Joy Ali, fidżyjski bokser (ur. 1978)
  - Jean-Pierre Beltoise, francuski kierowca wyścigowy (ur. 1937)
  - Khan Bonfils, brytyjski aktor (ur. 1972)
  - Wojciech Brzozowicz, polski aktor (ur. 1945)
  - Paweł Buczyński, polski kompozytor (ur. 1953)
  - Bernard McLaughlin, amerykański duchowny katolicki, biskup Buffalo (ur. 1912)
  - Ganesh Patro, indyjski pisarz (ur. 1945)
  - Alfons Peeters, belgijski piłkarz (ur. 1943)
- 2016:
  - Pierre Boulez, francuski kompozytor, dyrygent (ur. 1925)
  - Bronisław Burlikowski, polski filozof (ur. 1932)
  - Maria Lipska, polska filolog (ur. 1928)
  - Michael Purcell, australijski rugbysta, prawnik (ur. 1945)
  - Anatolij Roszczin, rosyjski zapaśnik (ur. 1932)
- 2017:
  - Janusz Brochwicz-Lewiński, polski żołnierz AK, generał brygady, uczestnik powstania warszawskiego (ur. 1920)
  - Andrzej Lange, polski muzealnik (ur. 1948)
  - Rolf Linkohr, niemiecki fizyk, polityk, eurodeputowany (ur. 1941)
  - Frank Murphy, irlandzki lekkoatleta, średniodystansowiec (ur. 1947)
  - Christopher Weeramantry, lankijski prawnik, sędzia Międzynarodowego Trybunału Sprawiedliwości (ur. 1926)
- 2018:
  - Antonio Valentín Angelillo, argentyński piłkarz, trener (ur. 1937)
  - Emanuel Barbara, maltański duchowny katolicki, posługujący w Kenii, biskup Malindi, administrator apostolski Mombasy (ur. 1949)
  - Stanisław Bykowski, polski piłkarz (ur. 1947)
  - Marián Labuda, słowacki aktor (ur. 1944)
  - Vincent Mojwok Nyiker, sudański duchowny katolicki, biskup Malakal (ur. 1933)
  - Barry Thomas, nowozelandzki rugbysta, trener i działacz sportowy (ur. 1937)
  - Wacław Tkaczuk, polski dziennikarz radiowy, krytyk literacki, poeta (ur. 1942)
  - Jerry Van Dyke, amerykański aktor (ur. 1931)
  - John Young, amerykański komandor US Navy, astronauta (ur. 1930)
- 2019:
  - Sergio Otoniel Contreras Navia, chilijski duchowny katolicki, biskup Temuco (ur. 1926)
  - Jan Franciszek Czempas, polski ekonomista, wykładowca akademicki (ur. 1948)
  - Joachim Raczek, polski trener lekkoatletyki (ur. 1934)
  - Dragoslav Šekularac, serbski piłkarz, trener (ur. 1937)
- 2020:
  - Wojciech Gulin, polski psycholog, samorządowiec, polityk, wojewoda wrocławski (ur. 1952)
  - Hans Tilkowski, niemiecki piłkarz, bramkarz (ur. 1935)
  - Michael Wheeler, brytyjski lekkoatleta, sprinter (ur. 1935)
  - David Zywiec, amerykański duchowny katolicki, biskup Siuny (ur. 1947)
- 2021:
  - Colin Bell, angielski piłkarz (ur. 1946)
  - Tyberij Korponaj, ukraiński piłkarz, trener (ur. 1958)
  - Lidia Lwow-Eberle, polska archeolog, żołnierz AK, sanitariuszka, działaczka kombatancka pochodzenia rosyjskiego (ur. 1920)
  - John Richardson, brytyjski aktor (ur. 1934)
  - Michaił Żelew, bułgarski lekkoatleta, długodystansowiec (ur. 1943)
- 2022:
  - Francisco Álvarez Martínez, hiszpański duchowny katolicki, arcybiskup Toledo, prymas Hiszpanii, kardynał (ur. 1925)
  - Robert Blust, amerykański językoznawca (ur. 1940)
  - Alaksandr Fiedarowicz, białoruski piłkarz (ur. 1973)
  - Kim Mi-soo, południowokoreańska modelka, aktorka (ur. 1992)
  - Marian Machowski, polski piłkarz (ur. 1932)
  - Maria Riemen-Maszczyk, polska nauczycielka, polityk, poseł na Sejm PRL (ur. 1937)
  - Olga Szabó-Orbán, rumuńska florecistka (ur. 1938)
  - Stanisław Turek, polski żużlowiec (ur. 1955)
- 2023:
  - Earl Boen, amerykański aktor (ur. 1941)
  - Ernesto Castano, włoski piłkarz (ur. 1939)
  - Renate Garisch-Culmberger, niemiecka lekkoatletka, kulomiotka (ur. 1939)
  - Jurij Lukszyn, rosyjski językoznawca, wykładowca akademicki (ur. 1937)
  - Albiert Raczkow, rosyjski działacz partyjny, dyplomata (ur. 1927)
- 2024:
  - Danuta Boba, polska pedagog (ur. 1921)
  - Joachim Giermek, amerykański franciszkanin konwentualny, generał zakonu (ur. 1943)
  - Ryszard Karpiński, polski duchowny katolicki, biskup pomocniczy lubelski (ur. 1935)
  - Adam Kowalewski, polski architekt, urbanista, urzędnik państwowy, dyplomata, wiceminister gospodarki przestrzennej i budownictwa (ur. 1940)
  - William Lee, irlandzki duchowny katolicki, biskup Waterford i Lismore (ur. 1941)
  - Herbert Linge, niemiecki kierowca rajdowy i wyścigowy (ur. 1928)
  - Jean-Marie Rausch, francuski menedżer, samorządowiec, polityk, mer Metz (ur. 1929)
  - Nicholas Rescher, amerykański filozof, wykładowca akademicki (ur. 1928)
  - Giulio Santagata, włoski ekonomista, polityk, minister ds. aktywowania programu rządowego (ur. 1949)
  - Mário Zagallo, brazylijski piłkarz, trener (ur. 1931)
- 2025:
  - Robert Hübner, niemiecki szachista (ur. 1948)
  - Bolesław Mroczyński, polski lekkoatleta, skoczek wzwyż (ur. 1935)
  - Bernd Nothofer, niemiecki językoznawca (ur. 1941)
  - Danuta Ptaszycka-Jackowska, polska geograf, architektka krajobrazu (ur. 1939)
  - Kostas Simitis, grecki prawnik, nauczyciel akademicki, polityk, premier Grecji (ur. 1936)
  - František Šmahel, czeski historyk, mediewista (ur. 1934)
  - Juan Manuel Villa, hiszpański piłkarz (ur. 1938)